# Personaggi de Il paradiso delle signore
Sono qui riportati, in modo più dettagliato, i maggiori personaggi della serie televisiva Il paradiso delle signore.

## Protagonisti
- Teresa Iorio (st. 1-2), interpretata da Giusy Buscemi.
È una donna determinata e coraggiosa, pronta a sfidare anche la realtà antiquata fatta di rigidi schemi, pur di acquistare indipendenza. Arriva a Milano per stare dagli zii dopo che ha scoperto che l'uomo che doveva sposare l'ha tradita. All'inizio non sa nulla di moda, ma viene assunta a "Il Paradiso delle Signore" per aver accontentato la contessa Torriani, con la quale stringerà un buon rapporto. Diventa un punto di riferimento, provocando l'invidia delle donne e l'ammirazione degli uomini. Dopo che i suoi zii si trasferiranno in Germania diventerà coinquilina di Silvana, e successivamente anche di Anna. Si innamora di Pietro Mori, ma lui è fidanzato con Andreina Mandelli. Inizia poi una relazione con Vittorio Conti, ma presto si lasceranno e lei si metterà con Pietro nell'ultimo episodio della prima stagione. Nella seconda stagione accetta la proposta di matrimonio di Pietro, ma è molto gelosa di Rose, la sua ex moglie. Inizialmente i suoi genitori non accetteranno che lei sposi un uomo divorziato, ma poi lo accetteranno. Lascia Milano dopo la morte di Pietro.
- Pietro Mori (st. 1-2), interpretato da Giuseppe Zeno. 
È l'affascinante e misterioso proprietario del grande magazzino “Il Paradiso delle Signore". Tiene molto ai suoi dipendenti, in particolare a Teresa della quale s'innamora. Conserva nel cuore la triste e allo stesso tempo fortunata esperienza in America, che ha fatto di lui un imprenditore visionario desideroso di investire sull'Italia del dopoguerra con il suo unico grande amore, Il Paradiso delle Signore. Nella prima stagione il banchiere Mandelli è convinto che Pietro abbia ucciso suo fratello Umberto Mandelli-Razzi e per evitare che Mandelli lo rovini si fidanza con sua figlia Andreina. Nell'ultimo episodio della prima stagione inizia una relazione con Teresa, ma arriva a Milano sua moglie Rose. Nella seconda stagione si scopre che Rose non era morta in un incidente, ma in realtà i due hanno divorziato. Nella seconda stagione chiede a Teresa di sposarlo e lei accetta. Viene ucciso nell' ultimo episodio della seconda stagione da Bruno Jacobi per vendetta.
- Vittorio Conti (st. 1-8, guest 9), interpretato da Alessandro Tersigni.
È un ambizioso consulente pubblicitario del magazzino e migliore amico di Pietro, con il quale ha eretto le mura del negozio. Non ha buon rapporto con il padre che ha sempre tradito la madre, ma sarà molto triste quando morirà. Frustrato da una carriera che non sembra correre secondo le aspettative, si rifugia nella conquista spassionata di donne: tutte cadono ai suoi piedi, tranne Teresa, per la quale maturerà un intenso rapporto di gelosia nei confronti di Pietro, il suo primo rivale e che lo porterà ad affrontare delle scelte che non sempre risulteranno vantaggiose per l'immagine dell'azienda. Avrà una breve relazione con Teresa, ma poi si lasceranno. Essendo Vittorio ancora innamorato di Teresa, deciderà di lasciare il Paradiso. Nella seconda stagione avrà una relazione con Andreina Mandelli. Aprirà una sua azienda pubblicitaria con Elsa, Roberto e successivamente Andreina. Dopo la morte di Pietro, diventa il proprietario del Paradiso delle Signore, che fa riaprire all'inizio della terza stagione. Lui e Andreina si dovevano sposare, ma lei finisce in prigione. Allora decide di organizzare un matrimonio tra le sbarre, ma lei venderà le sue quote del grande magazzino a Umberto Guarnieri in cambio della libertà, e i due si lasceranno. Inizierà una relazione con Marta Guarnieri, con la quale si sposerà all'inizio della quarta stagione; però la coppia dovrà affrontare il dramma della sterilità della donna. Durante l'assenza di Marta, si avvicina alla cognata Beatrice, rimasta vedova, tra i due ci sarà un bacio e forse qualcosa di più, ma lei decide di allontanarsi da lui, per evitare di distruggere il suo matrimonio. Lui perde le staffe quando scopre che Dante Romagnoli ha avuto una relazione amorosa con Marta negli Stati Uniti, durante il soggiorno lavorativo di lei per una società di comunicazione. Alla fine della quinta stagione i coniugi Conti capiscono che il loro amore è giunto al capolinea e si lasciano. Nel corso della settima stagione si innamorerà di Matilde Frigerio che collaborerà al Paradiso ma i due non diventeranno compagni in quanto ritornerà il marito di lei (Tancredi di Sant'Erasmo). Nel corso dell'ottava stagione, il rapporto con Matilde diventerà sempre più importante e lei, talvolta, trascorrerà le serate a casa sua. Decideranno di scappare verso l'estero per via di una denuncia del marito di Matilde e Vittorio lascerà così il Paradiso nelle mani di Roberto Landi (suo stretto collaboratore) e di Marcello Barbieri (in quanto amministratore delle quote della contessa Adelaide di Sant'Erasmo). Nella fuga saranno aiutati da Marta Guarnieri che li accompagnerà fino all'aeroporto, permettendo così ai due di volare verso il loro futuro.

- Andreina Mandelli (st. 1-3), interpretata da Alice Torriani.
Andreina gode di un tenore di vita da principessa ed è promessa in matrimonio al braccio destro del padre, fino a quando, rimasta preda del fascino di Pietro Mori, decide di ribellarsi agli ordini del padre e di inseguire le sue passioni. Presto però scopre che Mori l'aveva sedotta soltanto per il suo denaro e durante un litigio con lui gli spara; è quindi obbligata a trasferirsi in America. Nella seconda stagione, al ritorno a Milano acquisisce le redini della banca in seguito alla morte del padre e salva Pietro e “Il Paradiso delle signore”, comprandolo. Inoltre ritrova l'amore in Vittorio Conti. Nella terza stagione è latitante per complicità della madre Marisa, presunta mandante dell'omicidio di Pietro Mori, ucciso invece da Bruno Jacobi. Il rapporto tra lei e Vittorio attraversa continue prove di fiducia in seguito alle quali esce massacrato: lei fa un patto con Umberto Guarnieri, che l'aiuta a uscire di prigione in cambio delle sue quote de "Il paradiso delle signore", nel mentre rilevato e riaperto da Vittorio, mentre lui si innamora della figlia di Umberto, Marta. I due si lasciano ma Andreina non si arrende e stringe un'alleanza con Luca Spinelli, accettando di fingere di essersi innamorata di Umberto mentre Luca semina zizzania tra Marta e Vittorio. Sul finire della terza stagione, però, il piano viene scoperto e Andreina è costretta a lasciare Milano e Umberto, di cui nel mentre si era davvero innamorata.

- Marta Guarnieri (st. 3-5, 8-in corso), interpretata da Gloria Radulescu.
È una giovane ereditiera milanese con un talento eccezionale per la fotografia, che trova lavoro al Paradiso come pubblicitaria. Ha un forte rapporto con suo fratello Riccardo. Ribelle, moderna e indomita, Marta è in perenne conflitto con il padre Umberto, di cui non sopporta l'atteggiamento autoritario e le imposizioni che giudica di “vecchio stampo”. Ha una grande passione per la fotografia e anche se suo padre non è d'accordo, viene assunta al paradiso delle signore come pubblicitaria. Si innamora di Vittorio Conti, con cui collabora. La storia d'amore tra i due attraversa varie difficoltà: dapprima lui è fidanzato con Andreina, più tardi tra i due si metteranno Luca Spinelli e la finta sorella di Vittorio, Lisa. Ciononostante Marta e Vittorio torneranno più uniti di prima. Alla fine della terza stagione lui chiede a Marta di sposarlo e lei accetta. Le nozze si celebrano all'inizio della quarta stagione, ma i guai per la coppia non sono finiti: dovranno infatti fronteggiare prima un aborto spontaneo, poi il dramma della sterilità di lei. Si trasferisce per alcuni mesi a New York per lavorare alla Sterling, importante agenzia pubblicitaria; al suo ritorno a Milano scopre che Federico Cattaneo è suo fratello, frutto della relazione di Umberto con la sua segretaria di allora, Silvia Bertole; arrabbiata col padre per aver tradito sua madre Margherita, si trasferisce a Parigi da Riccardo e Nicoletta. Riceve inoltre delle misteriose telefonate da parte di qualcuno che ha incontrato negli Stati Uniti, e che sembra la stia ricattando. La persona in questione si rivela essere il ricco imprenditore Dante Romagnoli, da anni negli USA, con cui ha avuto una relazione fugace, che però lui crede duratura. Alla fine della quinta stagione, lascia Vittorio e parte per San Francisco insieme al fratello Federico per dirigere un'agenzia pubblicitaria. Durante la settima stagione, convoca Vittorio a Parigi per comunicargli di voler avviare le pratiche per la dichiarazione di nullità, da parte dei Tribunali ecclesiastici (ai tempi non esisteva ancora il divorzio), del loro matrimonio: a San Francisco ha conosciuto un altro uomo e vorrebbe iniziare ufficialmente una storia con lui. Torna a Milano dopo anni nell’ottava stagione, venendo a conoscenza della relazione di suo padre con Flora Gentile e di quella di Vittorio con Matilde, la moglie di suo cugino Tancredi. Lavorerà ad un importante progetto per la fondazione istituita in nome di sua madre (Margherita di Sant'Erasmo) che consentirà alle ragazze madri di poter rimanere al fianco dei loro bambini in una casa famiglia. Saltuariamente, anche Tancredi la aiuterà con il progetto. In Stati Unitiha avuto una relazione con Tom ma non riesce a parlarne con il padre e, nel corso della stagione, si scoprirà ancora innamorata di Vittorio Conti con cui scoprirà di essere ancora legalmente sposata per via di un errore commesso dalla Curia. I due avvieranno le pratiche per un nuovo annullamento con l'aiuto di Don Saverio e, alla fine, il matrimonio verrà dichiarato nullo dalla Sacra Rota. Marta rimarrà a Milano mentre Vittorio partirà con la sua nuova compagna (Matilde Frigerio), lasciando il Paradiso.

## Le Veneri
- Lucia Gritti (st. 1, guest 2), interpretata da Lorena Cacciatore.
Ha l'aspetto ispirato a Marilyn Monroe. Venere molto competente che riesce sempre a soddisfare i clienti, diventa subito la pupilla della Mantovani. È sposata con un panettiere, Giovanni, con cui ha un figlio, Paolo. Inizialmente, nessuno tranne Teresa, che lo scopre per caso, ne è a conoscenza, poiché le Veneri non possono essere sposate, tanto meno avere figli. Per sposare Giovanni, aveva tagliato i ponti con la sua famiglia, che disapprovava un ragazzo con poche disponibilità economiche. Verso la fine della prima stagione, grazie a Giovanni si riconcilia con i suoi genitori. Si innamora di lei Federico Cazzaniga, scagnozzo di Mandelli; quando scopre che è sposata, la ricatta, minacciando di svelare il suo segreto alla Mantovani, se non uscirà con lui. Alla fine, si infatuerà di Cazzaniga; passa con lui una notte d'amore, in seguito alla quale le chiede di partire per l'Stati Unitiinsieme a lui, ma lei rifiuta. A quel punto, Cazzaniga dice a Giovanni della loro relazione e lui la caccia di casa. Alla fine della prima stagione, Paolo cerca di far riappacificare i genitori. All'inizio della seconda stagione, Lucia saluta Teresa e Silvana, spiegando che si è riconciliata con Giovanni e sta per partire con lui e Paolo per il paese dove vivono i suoi genitori, per aprire insieme una panetteria.

- Anna Imbriani (st. 1-2, 6, guest 7), interpretata da Giulia Vecchio.
Proveniente da un piccolo paesino, è un'amante della dolce vita milanese e lavora al grande magazzino con l'unico scopo di trovare un buon partito da sposare. Fin da bambini, Quinto è sempre stato innamorato di lei; per questo motivo l'ha seguita fino a Milano, ma non è ricambiato. Prima di diventare una venere, Anna lavorava per gli Iorio. È fidanzata con Massimo, ingegnere impegnato nella costruzione dell'Autostrada del Sole, e si stanno per sposare, ma grazie alla sorella di lui scopre che è già sposato. Dopo questa rivelazione, scopre di essere incinta; Massimo non è disposto a prendersi le proprie responsabilità. Anna comunica il suo stato ai genitori, che la disconoscono. Per la disperazione, tenta il suicidio; Quinto la salva, le propone di sposarsi e si offre di riconoscere lui stesso il nascituro. Tuttavia, quando Massimo le comunica che manterrà il bambino, a malincuore accetta, lasciando Quinto poiché convinta di preservarlo dal peso che comporterebbe prendersi cura di lei e di un figlio non suo. Nella seconda stagione, dal momento che rinuncia al mantenimento di Massimo, rendendosi conto (grazie all'aiuto di Vittorio) che lui e la moglie (sterile) mirano a sottrarle il nascituro, non potendo ricoprire il ruolo di Venere per via della gravidanza, lavora come assistente del ragionier Galli. Verso la fine della seconda stagione, Quinto, capendo di aver sempre amato solo lei, la perdona e torna da lei, proprio mentre lei sta partorendo sua figlia Irene. Quinto le chiede nuovamente di sposarla e lei accetta. Ma Massimo non si arrende e si rivolge a un giudice per avere l'affido di Irene, riuscendoci. Di nascosto, Anna si riprende Irene e scappa con Quinto in un paese indicatole da don Saverio. Torna nella 6ª Stagione, vedova di Quinto; trova lavoro come cameriera al Circolo, mentre la figlia Irene abita in paese con sua madre. È ancora minacciata da Massimo, di cui si libera con l'aiuto di Vittorio e Roberto; torna a lavorare al Paradiso come assistente contabile e diventa amica di Beatrice. Lei e Salvatore si innamorano, sposandosi alla fine della 6ª stagione. La felicità durerà poco, in quanto Anna scoprirà che Quinto è ancora vivo e quindi deciderà di tornare con lui, suo unico grande amore, lasciando Salvo nella disperazione.

- Silvana Maffeis (st. 1-2), interpretata da Silvia Mazzieri.
È una commessa che sogna di diventare attrice, e nel corso delle due stagioni interpreterà alcuni ruoli; tra gli altri, viene scritturata per uno spettacolo teatrale nel ruolo che fu di Marilyn Monroe in "Quando la moglie è in vacanza". La sua attrice preferita è Audrey Hepburn, di cui conosce perfettamente tutti i ruoli interpretati e tutte le battute, e che non può evitare di nominare in ogni dibattito che si presenti. È la coinquilina di Teresa, successivamente insieme ad Anna. Alla fine della prima stagione, si fidanza con Roberto Landi, con cui condivide la passione per il cinema e la letteratura; nella seconda stagione, Roberto le chiede di sposarla e lei accetta. Sempre nella seconda stagione, recita nel ruolo di protagonista in uno spettacolo in cui recita anche Leo, che si innamorerà di lei; tuttavia, Silvana lo respinge perché crede di amare Roberto. Alla fine della seconda stagione, Roberto le rivela di essere omosessuale (anche il padre di Silvana lo è, ma lo sa solo Roberto) e lascia Milano. Silvana si fidanza con Leo e, durante l'ultima puntata, annunciano che partiranno per una tournée teatrale.

- Letizia Toscano (st. 2), interpretata da Sara Cardinaletti.
È una ragazza dolce e buona, profondamente cattolica e decisa a entrare in convento per diventare suora. È stato il suo parroco a convincerla a cercare lavoro al Paradiso, in modo da entrare in contatto con il mondo che ha sempre fuggito e mettere alla prova la sua convinzione. Questa esperienza fa emergere in Letizia una inestinguibile voglia di vita e le fa scoprire il desiderio di avere una famiglia. Prima si fidanzerà con Quinto, ma poi si lasceranno perché capiranno entrambi di amare persone diverse. Inizierà una relazione con Domenico, che finirà subito perché l'ex fidanzata di Domenico, Benedetta, torna dicendo che finalmente suo padre ha accettato la sua relazione con Domenico e presto si sposeranno. Con il cuore spezzato, deciderà di partire per l'Africa. Alla fine però Domenico capirà di amare Letizia e lascerà Benedetta per stare con lei.

- Ines Rossetti (st. 2), interpretata da Margherita Tiesi.
È una ragazza sensuale, allegra e un po’ svampita. Viene “imposta” come venere alla Mantovani da Bruno Jacobi, con cui aveva una relazione, ma quando lui è costretto a darsi alla fuga, Ines deve cavarsela senza la sua protezione, dimostrando di essere all'altezza del suo ruolo e riuscendo a mettere in luce i propri talenti.

- Federica Santini (st. 2), interpretata da Giorgia Masseroni.
Federica è una delle nuove veneri, la meno attraente e la più impertinente. Nonostante sia fondamentalmente una ragazza di buon cuore, non perde occasione per lanciare frecciate maliziose alle colleghe, frequentemente condite con una buona dose di acidità. Lei e Ines fanno spesso comunella, spettegolando sulle amiche e sugli avvenimenti del Paradiso. Si innamorerà di Gabriele, il nuovo commesso del paradiso, ma poi scoprirà che lui è omosessuale. Rivela a Letizia e Ines di essere innamorata dell'uomo che sta per sposare sua sorella.

- Concetta "Tina" Amato (st. 3, 6), interpretata da Neva Leoni.
Arrivata da Partanna con la madre per riunirsi ai due fratelli che abitano già a Milano, viene assunta subito come Venere, anche se il suo vero sogno è quello di diventare cantante. Dopo essere stata quasi truffata da Enrico Petrucci, un sedicente produttore, incontra il discografico Sandro Recalcati. Tra i due è amore a prima vista, ma dovranno affrontare molte difficoltà, dovute alla prima moglie di Sandro, Nora Vitali in arte Lydia Stanton, e alla disapprovazione di Agnese, prima di riuscire a sposarsi e a trasferirsi a Londra, col benestare della famiglia Amato, dove Tina prosegue la sua carriera di cantante. Nella sesta stagione torna a Milano perché ha un problema alle corde vocali e suo marito l'ha lasciata, ma inizialmente si confida solo col fratello Salvatore. Le viene offerto di fare un musicarello da Orlando Brivio e Vittorio, ignari dei suoi problemi: lei accetta ma la canzone principale del film la fa incidere da Anna Imbriani, di nascosto da tutti. Vittorio scoprirà l’imbroglio e lei gli confesserà la verità, informando poi anche la famiglia. Tina decide quindi di operarsi alle corde vocali in Svizzera, e per fortuna il problema si risolve definitivamente. Sandro torna a Milano deciso a riconquistarla; inizialmente reagisce male alla scoperta del flirt tra Tina e Vittorio, ma capendo che si basava più che altro sul desiderio di rivalsa di Tina, perdona l'amico di vecchia data e riesce a riconquistare la moglie, che non aveva mai smesso di amarlo. Tornano a Londra insieme, e all'inizio della settima stagione si scopre che stanno realizzando il sogno di avere un figlio; purtroppo, la gravidanza è a rischio, ragion per cui Agnese li raggiunge a Londra.

- Nicoletta Cattaneo (st. 3-4), interpretata da Federica Girardello.
Figlia di Silvia e Luciano, intraprende una relazione con Riccardo Guarnieri, di cui rimane incinta; in seguito Nicoletta scappa dall'altare dopo essere stata tradita da Riccardo (lui aveva passato la notte prima delle nozze con Ludovica, sebbene fosse sotto l’effetto di stupefacenti) e si fidanza col dottor Cesare Diamante, che sposa sebbene non lo ami per dare un cognome alla figlia. La sua bambina verrà chiamata Margherita, in onore della madre di Riccardo (di cui Nicoletta è ancora innamorata, ricambiata), ma verrà riconosciuta da Cesare. Nonostante sia sposata, ricomincia a frequentare Riccardo in segreto. Quando Cesare accetterà la posizione di primario di un ospedale di Bari, la donna si vedrà costretta a seguirlo a causa di un ricatto del marito: se fosse fuggita con Riccardo, Cesare le avrebbe sottratto sua figlia. Sebbene a malincuore, deve dire addio a Riccardo facendogli credere di essere incinta di Cesare e facendolo sprofondare nella disperazione. Ritorna a Milano dopo la fine del suo matrimonio, insieme a Margherita, inizialmente rifiutandosi di raccontare a Riccardo la verità riguardo alla sua partenza, consapevole del fatto che lui stia per sposare Ludovica - che con l'inganno gli ha fatto credere di essere incinta - e affinché lui possa essere felice lontano da lei. Confesserà a Riccardo di essere stata minacciata da Cesare solo durante un secondo confronto, riappacificandosi con lui. Consapevoli di non aver mai smesso di amarsi, i due accettano tristemente di doversi separare di nuovo, ma proprio il giorno delle nozze Riccardo scopre, complice l'aiuto di Italo, la verità sulla finta gravidanza di Ludovica. Dopo aver annullato le nozze, Riccardo torna da Nicoletta, il suo grande amore, e i due possono finalmente amarsi e stare insieme, senza più alcun dubbio od ostacolo a separarli. Tuttavia le pratiche per l'annullamento del matrimonio di Nicoletta dureranno più a lungo di quanto sperassero. Nell'attesa, per poter vivere come una famiglia, si trasferiscono a Parigi insieme a Margherita, vivendo la vita che avevano sempre sognato.

- Roberta Pellegrino (st. 3-5), interpretata da Federica De Benedittis.
Proviene da Trofarello; è una giovane studentessa fuorisede di Ingegneria, concreta e razionale. È la coinquilina e migliore amica di Gabriella; stringerà legami importanti anche con Nicoletta, Tina, Elena, Angela, Clelia: è un'amica leale, affidabile e molto presente. Inizialmente, per lei il lavoro al Paradiso è solo un sostentamento: di giorno lavora, di sera studia per diventare "la prima venere ingegnere"; in seguito, abbraccerà pienamente la filosofia della grande famiglia del Paradiso. Per soddisfare le aspettative della madre, si trova a dover fingere con i genitori di essere fidanzata con Federico Cattaneo; successivamente, i due si innamorano per davvero e il fidanzamento diventa reale, a dispetto delle convinzioni di Roberta sul non tollerare simili fonti di distrazioni dallo studio. Avendo abbandonato la carriera accademica, il giovane deve partire per il militare alla fine della terza stagione; per via della sua assenza, che inizia a pesarle sempre più, nella quarta Roberta si scopre sempre più attratta da Marcello, un ragazzo spericolato e affascinante che non potrebbe essere più diverso da lei. Con sua somma sorpresa, accetterà inconsapevolmente che Marcello scardini ogni sua certezza; tuttavia, decide di restare accanto a Federico durante la malattia, reprimendo i sentimenti che prova per Marcello e omettendo al fidanzato di aver scambiato un bacio con il barista poche settimane prima dell'incidente. Non avendo fino in fondo perdonato il tradimento di cui verrà a conoscenza appena prima dell'operazione che gli restituirà l'uso delle gambe, a ridosso del finale della quarta stagione Federico lascia Roberta. Finalmente, non sembrano esserci più ostacoli all'amore tra lei e Marcello. All'inizio della quinta stagione, Roberta accetta di seguire la professoressa Barone a Bologna, per via di una ricerca, insieme a Marcello, che è disposto a trasferirsi insieme a lei e a sposarla; tuttavia, parte da sola, dopo che vede il suo fidanzato baciare Ludovica Brancia di Montalto, lasciandolo per sempre, senza sapere che il gesto dell'uomo è servito a salvarle la vita dalle minacce del Mantovano.

- Gabriella Rossi (st. 3-5, guest 6), interpretata da Ilaria Rossi.
Gabriella è una ragazza proveniente da Parlasco, vitale e romantica, che sogna il grande amore. La sua passione è la moda, ragion per cui desidera fortemente diventare una venere. È la coinquilina e migliore amica di Roberta e poi anche di Elena. Fin dall'inizio è perdutamente innamorata del suo vicino di casa Salvatore, ma il ragazzo non sembra ricambiarla. Solo dopo un lungo periodo si accorge di lei. Benché inizialmente non pensasse alla carriera quanto al matrimonio, presto Gabriella scopre di avere un grande talento come stilista e decide di coltivarlo, passando cinque mesi a Parigi come apprendista di un noto stilista francese, Vincent Defois. Quando torna a Milano è più matura e sofisticata e la storia d'amore con Salvatore viene ostacolata dal divario sociale che si sta aprendo tra loro. Dalla quarta stagione accoglierà come coinquilina Angela.  Dopo la trasferta a Parigi, dove ha presentato la sua prima collezione, si avvicina a Cosimo Bergamini, seppur desista con molta difficoltà, ma alla fine Salvatore capisce che i due non sono più fatti per stare insieme e si lasciano, fidanzandosi ufficialmente con Bergamini. Tuttavia, due settimane prima del matrimonio a causa di un bigliettino bacia Salvatore, tradendo così Cosimo. Gabriella deve scegliere però con chi stare e sceglie Bergamini poiché capisce che Cosimo farebbe di tutto per lei e che con lui avrebbe un futuro felice. Tornati dalla luna di miele a Londra sono più affiatati che mai e tornano con idee per la nuova collezione del Paradiso. Scopre che il marito per colpa di Umberto Guarnieri sta per perdere la sua fabbrica, la Palmieri. All'inizio della sesta stagione si trasferisce a Parigi, dove lei lavorerà per Defois, suo mentore, mentre il marito ha una nuova importante ditta di tessuti.

- Paola Galletti in Cecchi (st. 3-7), interpretata da Elisa Cheli.
Solerte impiegata del Paradiso. Nella terza stagione si sposa con il suo fidanzato Franco di cui è molto innamorata, che non disdegna di nominare spesso nelle chiacchiere con le colleghe. Nella quarta stagione avrà problemi con il suo ex fidanzato Enrico, ma poi tutto si risolverà. Nella 6ª Stagione scoprirà di essere incinta, lasciando il lavoro al Paradiso poiché la sua gravidanza è a rischio: darà alla luce un bambino chiamato Matteo. Nella 7ª stagione torna a lavorare come Venere al Paradiso ma durante l'assenza di Agnese, la sostituisce in atelier. Non torna nel 8° stagione, perchè aspetta il suo 2° bambino.

- Irene Cipriani (st. 3-in corso), interpretata da Francesca Del Fa.
Venere dal carattere ribelle, sarcastico e soprattutto competitivo, cerca di ottenere sempre il meglio dal suo lavoro; inizialmente, c'è un clima di ostilità tra lei e le colleghe, in particolare Tina. Nella quarta stagione, è rivale in amore di Marina; nella quinta, di Maria, per via del nuovo magazziniere Rocco, di cui Irene si innamora ma alla quale, inizialmente, Rocco preferisce Marina. Tra Irene e Rocco nasce una bella amicizia; Irene lo aiuta nel conseguimento della licenza elementare, e insieme ad Armando, è spesso decisiva nel percorso di consolidamento dell'autostima di Rocco. La famiglia di Irene è disfunzionale, e probabilmente rappresenta la causa degli atteggiamenti discutibili che aveva agli inizi, nonché della diffidenza che caratterizza la sua personalità: infatti, dopo la morte della madre, il padre ha trovato una nuova compagna, mal sopportata dalla stessa; questo clima teso l'ha costretta a lasciare casa propria per trasferirsi nel magazzino del Paradiso, nella quinta stagione. L'aiuto di Rocco, l'unico a conoscenza della situazione delicata in cui Irene si trova, si rivela decisivo: custodisce lealmente il suo segreto, la aiuta a cercare sistemazioni temporanee alternative, e da ultimo telefona al signor Cipriani, facendo sì che Irene si riconcili con il padre. Un paio di mesi dopo questi avvenimenti, fa da modella per la campagna pubblicitaria del Paradiso "Un passo avanti"; a causa dell'abito inglese di creazione di Gabriella da lei indossato, considerato sconveniente dai benpensanti e dal signor Cipriani stesso, litiga nuovamente col padre. Decide di lasciare definitivamente la casa paterna, andando a convivere con Maria e Anna a casa ragazze, e successivamente con Stefania. A partire dalla quinta stagione, infatti, instaura un legame di vera e propria sorellanza con quest'ultima. Prende il posto di capovenere temporaneo dopo la cessione di Dora, e dà vita a una risistemazione del Paradiso con l'aiuto di Pietro e Rocco, che viene mal sopportata dalle Veneri e soprattutto dal direttore; torna a essere una Venere dopo l'arrivo della signorina Moreau, la nuova capocommessa. Nella settima stagione viene nuovamente promossa capocommessa del Paradiso, in sostituzione di Gloria. A partire dalla sesta stagione, la convivenza fa sì che le passate divergenze tra lei e Maria lascino posto alla nascita di una bella amicizia. Si fidanza con Alfredo nella settima stagione dopo un lungo corteggiamento del magazziniere ma non vuole correre troppo nella relazione stessa e, alla fine dell’ottava stagione, dopo molte incomprensioni, i due capiscono di non essere fatti per stare insieme e si lasciano. Intanto, si avvicina all’imprenditore Leonardo Crespi, il quale coglie la sua ambizione e le propone di fargli da assistente in un viaggio d’affari estivo in Inghilterra: Irene accetta.

- Dora Vianello (st. 3-6), interpretata da Mariavittoria Cozzella.
Ragazza con la testa sulle spalle, che non pensa in grande, ma che è felice di vedere i sogni realizzati delle persone che la circondano. Eterna single, l'unica frivolezza che si concede è sognare il grande amore. Dopo la partenza di Clelia, prende il posto di capocommessa temporanea, ruolo che le crea non pochi problemi e crisi, ma le colleghe, eccetto Irene, riescono a risollevarla dalla sua frustrazione ma alla fine cede l'incarico alla rivale, pentendosene poco dopo. Si prende una cotta per Nino, neo acquisto della squadra di ciclismo di Armando, senza sapere che è un seminarista: i sentimenti della Venere verranno poi ricambiati e Nino rinuncerà alla fede per stare con lei.

- Lisa Conterno/Ada Manetti (st. 3), interpretata da Desirée Noferini.
Arriva al paradiso come rappresentante di biancheria intima, ma poi rivelerà a Vittorio di essere la sua sorellastra biologica, figlia della amante del padre di Vittorio che la abbandonò in orfanotrofio. Inizialmente l'uomo le crede ed è disposto ad accoglierla nella sua famiglia, creando per questa ragione scompiglio nel suo rapporto con Marta (che non si fida di Lisa), ma si scopre essere solo una truffatrice e una ladra chiamata Ada Manetti, assoldata da Luca Spinelli per separare Vittorio da Marta. Alla fine si innamora di Vittorio, ma fugge capendo che lui ama solo Marta.

- Marina Fiore (st. 4), interpretata da Ludovica Coscione.
Marina entra in scena nella quarta stagione come nuova venere del Paradiso delle Signore. È molto sognatrice e ambiziosa, anche se talvolta un po' svampita; desidera diventare una diva del cinema come il suo idolo Sophia Loren. Grazie al fortuito incontro con Orlando Brivio, agente di fotoromanzi, inizia a lavorare come attrice di fotoromanzi e parallelamente a questi fatti inizia a provare qualcosa per Rocco Amato.

- Angela Barbieri (st. 4), interpretata da Alessia Debandi.
Sorella minore di Marcello e Matteo Portelli, è una ragazza umile e semplice che trova lavoro come cameriera al circolo. È fuggita da Orzinuovi, suo paese natio, per trasferirsi a Milano, convinta di lasciarsi alle spalle il suo passato travagliato: tre anni prima è stata sedotta e abbandonata dal rampollo della ricca famiglia per cui lavorava, dal quale ha avuto un figlio poi dato in adozione e che ora vorrebbe ritrovare. Ben presto, tuttavia, avrà a che fare con altro uomo facoltoso: Riccardo Guarnieri, col quale dapprima nasce un'amicizia, osteggiata dal previo fidanzamento d'interesse di lui con Ludovica Brancia di Montalto e dalla disapprovazione della Contessa. Licenziatasi dal circolo a causa delle continue umiliazioni di Adelaide, Flavia e Ludovica, viene assunta come nuova Venere e va a vivere nell'appartamento di Gabriella e Roberta. Dal suo avvocato ha scoperto che il suo bambino, Matteo, è stato adottato da una coppia di diplomatici; la ragazza non riesce ad accettare la realtà e tenta il suicidio. Questo avvenimento la unisce particolarmente a Riccardo, con cui intraprende definitivamente una relazione dopo la rottura di quest'ultimo con Ludovica. La loro storia, tuttavia, si conclude quando Riccardo accetta di sposare Ludovica poiché crede sia incinta di suo figlio; Angela si fa generosamente da parte, rendendosi conto del fatto che Riccardo non può perdere l'occasione di veder crescere lontano da lui anche questo bambino dopo la separazione da Margherita. Come ultimo atto d’amore nei suoi confronti, Riccardo fa in modo che il signor Aliprandi, padre adottivo di Matteo, accetti la proposta di assumere Angela come domestica in Australia, affinché lei e il figlio stiano sempre insieme, promettendo di non rivelargli la sua vera identità finché non sarà cresciuto. Così, Angela dice addio al Paradiso, alle amiche, a Riccardo e soprattutto a Marcello e parte alla volta dell’Australia.

- Laura Parisi (st. 4-5), interpretata da Arianna Montefiori.
È la nuova Venere che sostituisce Marina dopo la sua partenza. Nonostante abbia avuto un passato lavorativo estraneo alla moda, avendo lavorato come lavapiatti e pasticciera, impara molto in fretta e instaura da subito un ottimo rapporto con le sue colleghe. Ha inoltre una buona conoscenza dei motori, avendo spesso aiutato il padre nella sua officina. Oltre al suo lavoro di Venere, diventa socia di minoranza della caffetteria e apre al suo interno un laboratorio di pasticceria che rifornisce i luoghi della Milano bene, in particolar modo il Circolo. Si prende in seguito un periodo di aspettativa per stare vicino alla madre malata, ma in seguito decide di non tornare per starle vicino.

- Stefania Colombo (st. 5-7, guest 8), interpretata da Grace Ambrose.
Parente di Silvia e Luciano Cattaneo, arriva a Milano con la zia Ernesta, la quale si è sempre occupata di lei dato che il padre viaggia spesso per lavoro e la madre è morta quando lei era molto piccola. Ha da sempre una cotta per Federico, ama la moda e il gossip. Viene assunta come Venere, suo grande sogno, e stringe una forte e sincera fraterna amicizia con Irene. Successivamente, sua zia Ernesta vuole ritornare a Lecco e portare con lei la nipote ma, alla fine, si convince a farla rimanere a Milano, dove va a convivere con Irene, Maria e Anna, dopo aver incontrato e parlato con Gloria Moreau, nuova capo commessa del Paradiso delle Signore nonché madre di Stefania, dovuta fuggire molti anni prima dall'Italia e che adesso è tornata per stare vicino a sua figlia, che la crede morta. Nella 6ª Stagione, suo padre si trasferisce a Milano e rivela di essersi fidanzato con una vedova di nome Veronica, che ha una figlia, Gemma, la quale da subito non si mostra ben disposta verso Stefania, da lei vista come una rivale. In questa stagione, Stefania sviluppa una spiccata passione per il giornalismo, grazie alla quale viene assunta da Vittorio nella redazione del Paradiso, dove si ritrova a lavorare a stretto contatto con Marco di Sant'Erasmo, nipote della contessa e con una visione cinica del mondo, lontana dalle ideologie di Stefania e per questo destinato a scontrarsi con lei parecchie volte. Nonostante il rapporto piuttosto teso con Marco, il loro contributo si rivela molto importante per la rivista Paradiso Market. Scoprirà in seguito che Gloria Moreau è sua madre e, dopo un iniziale rifiuto, la perdonerà e torneranno ad essere una famiglia. Inoltre, si innamorerà di Marco, verso il quale i sentimenti saranno nel frattempo cambiati. Nella settima stagione partirà per l'Stati Unitiper lavoro con Marco, ma dopo poco la storia tra i due finirà e lei si metterà con Federico, suo primo grande amore, rimanendo a vivere là.

- Sofia Galbiati (st. 5-6), interpretata da Giulia Chiaramonte.
Giovane ragazza amante del lavoro con all'attivo diverse esperienze in posti della Milano bene. Si presenta per il posto di cameriera del bar di Salvatore vestita da Charlot, essendo anche intrattenitrice per gli spettacoli della parrocchia, e riesce a fare ricredere l'uomo che voleva un cameriere uomo. Al primo giorno di prova, viene però licenziata, dato che Marcello è rimasto a Milano dopo la separazione con Roberta; per scusarsi, Laura la fa assumere come Venere, colmando così il posto lasciato libero dalla stessa Roberta appena partita. Vista l'assenza di Laura, aiuta Marcello e Salvatore nel reparto pasticceria. Tuttavia, essendo stressata e soprattutto per via di una lite con Giuseppe, decide di ricoprire unicamente il ruolo di Venere; alla fine, in nome dell'amicizia con Salvatore e Marcello, continua ad aiutarli. Dopo che Laura annuncia ufficialmente la sua decisione di non tornare a Milano, diventa a tutti gli effetti la nuova pasticciera della caffetteria, svolgendo un doppio lavoro. Alla fine della sesta stagione, comunica il suo imminente trasferimento a Firenze: una zia le ha trovato lavoro presso una nota pasticceria fiorentina.

- Anna Rossi (st. 5), interpretata da Francesca Carrain.
Cugina di Gabriella, in arrivo a Milano per il matrimonio di quest'ultima. Dopo aver lasciato Parlasco, in quanto il farmacista di cui era innamorata ha sposato un'altra, si trasferisce a Milano: inizia la convivenza con Maria, occupando il posto lasciato vacante dalla cugina, e viene assunta come Venere al posto di Laura. Non torna nella 6ª Stagione, probabilmente per via del fidanzamento con Ennio, il bagnino che ha incontrato durante le vacanze estive (secondo il libro "L'estate delle Veneri").

- Gemma Zanatta (st. 6-7), interpretata da Gaia Bavaro.
Figlia di Veronica, viene assunta come Venere in sostituzione di Paola che ha una gravidanza difficile e pare subito mettersi in competizione con Stefania. È attratta da Marco di Sant'Erasmo, nipote della contessa Adelaide, con il quale intreccia una relazione e grazie al cui sostegno torna a gareggiare nell’equitazione, sport che aveva precedentemente abbandonato dopo la morte del padre, riuscendo in seguito a diventare la nuova cavallerizza ufficiale del Circolo. Si mostra in seguito molto invidiosa della storia d’amore di Stefania e Marco, che tenta di impedire in ogni modo, ricattando la sorellastra. Il suo piano fallisce, ma a causa di quest’ultimo Gloria finisce ingiustamente in prigione. Nella settima stagione si viene a sapere che la madre Veronica, delusa dalle malefatte della figlia, l’ha mandata in un convento di suore con l’obiettivo di farla riflettere. Ritorna al lavoro come Venere, frequenta un collega d'equitazione e del circolo, Carlos, ma rimane incinta di Marco, tornato per un breve periodo a Milano. Dopo un difficile periodo familiare con Veronica ed Ezio, decide di tenere il bambino ed accetta la proposta di matrimonio di Roberto, per un vantaggio reciproco. Il ritorno definitivo di Marco metterà in dubbio il matrimonio.

- Clara Boscolo (st. 7-9), interpretata da Elvira Camarrone.
Nuova Venere che sostituisce Dora. È la nipote di don Saverio. Appassionata di ciclismo, comincia a gareggiare sotto la spinta di Armando e Alfredo, del quale s'innamora, pur non riuscendo mai a dichiarargli i suoi sentimenti.

- Elvira Gallo (st. 7-in corso), interpretata da Clara Danese.
Nuova Venere che sostituisce Sofia. Nel corso della stagione riuscirà a prendere la patente con l'aiuto di Salvatore, di cui si innamora. Nell'ottava stagione, ritorna dall'estate fidanzata con Tullio ma nutre ancora dei sentimenti per Salvatore: dopo diverse peripezie, finalmente i due riescono a ritrovarsi al termine dell'ottava stagione, e si trasferisce a vivere con Irene e Clara finche non si chiarirà con i suoi genitori (che non approvano che abbia lasciato Tullio).

- Delia Bianchetti (st. 8-in corso), interpretata da Ilaria Maren.
Nuova Venere, viene assunta grazie ad Elvira (di cui era in precedenza la parrucchiera di fiducia) e Clara. Ragazza molto solare e disponibile con le amiche Veneri, si sente a volte in difetto in quanto non diplomata ma l'amicizia con Rosa le restituirà fiducia e desiderio di riprendere gli studi. E' innamorata di Gianlorenzo Botteri (il nuovo stilista maschile del Paradiso).

- Agata Puglisi (st. 8-in corso), interpretata da Silvia Bruno.
Sorella minore di Maria Puglisi; viene assunta al paradiso come nuova Venere, ha un talento per il disegno e l'arte e viene spronata da Roberto Landi ad iscriversi ad un corso di disegno ma quando i suoi genitori lo scoprono la obbligano a ritirarsi dal corso, ma poco dopo le permetteranno di riprenderlo, capendo il suo talento. Sin da subito si infatua di Roberto, non sapendo che l'uomo è omosessuale. Ma pian piano si innamora di Mimmo Burgio, un suo amico compaesano carabiniere

- Rosa Camilli (st. 8-in corso), interpretata da Nicoletta Di Bisceglie.
Nipote di Armando Ferraris; è una ragazza laureata in lettere, per un periodo ha fatto l'insegnante ma ha avuto qualche divergenza di visione con il preside della scuola, e quindi la lascia. Arriva a Milano per cercare il sostegno di zio Armando e perché non è riuscita a dire la verità in merito al lavoro a sua madre. Verrà assunta in modo temporaneo al Paradiso delle signore come Venere e poi l'assunzione diventerà definitiva. Nel corso del suo lavoro, collaborerà con il Paradiso Market, intervistando anche la contessa di Sant'Erasmo. Stringerà un bel rapporto d'amicizia soprattutto con Delia.

- Mirella Vanni (st. 9-in corso), interpretata da Giulia Sangiorgi.
Nuova Venere che sostituisce Clara mentre lei è assente per un periodo per poi venire assunta stabilmente. E' una ragazza-madre, ospite della casa-famiglia aperta da Marta Guarnieri. Suo figlio si chiama Michelino.

- Rita Marengo (st. 9), interpretata da Chiara Dell’Omodarme.
Nuova Venere che viene assunta per sostituire Clara quando parte per il Belgio per entrare in una squadra ciclistica professionistica. In realtà è una spia pagata da Tancredi per entrare a far parte del Paradiso e scoprire informazioni riservate dall'interno, sebbene i motivi per cui abbia deciso di accettare questo incarico sono oscuri.

## Le capocommesse
- Clara Mantovani (st. 1-2), interpretata da Christiane Filangieri.
È la severa responsabile del personale del Paradiso delle signore, dove è rispettata e temuta da tutti. In passato ha avuto una relazione con un uomo sposato, che l'aveva lasciata dopo essere rimasta incinta di una bambina, che porta in orfanotrofio. In seguito ritrova la figlia Matilde e la madre adottiva Donata, a cui offre un posto come commessa all'interno del Paradiso. Dopo che Donata scopre chi è veramente Clara se ne andrà con Matilde da Milano. Nella prima stagione ha una relazione con Corrado Colombo che lascerà dopo aver scoperto che spacciava al Paradiso sigarette illegali, anche se essendo ancora innamorata di lui non dirà niente della sua colpevolezza. Nella seconda stagione rincontrerà Ettore, l'uomo che l'aveva fatta restare incinta di Matilde e grazie a lui rincontrerà Matilde e Donata e diventerà una zia per la bambina. Lui, intanto, è rimasto vedovo e vorrebbe stare con Clara, ma lei non vuole perché ha ricominciato la relazione con Corrado. Quando Donata viene arrestata con l'accusa di furto lei accetta la proposta di matrimonio di Ettore perché capisce che è l'unico modo per tenere Matilde. Però Corrado che è ancora innamorato di lei e vorrebbe sposarla, pensa che Ettore abbia fatto arrestare Donata ingiustamente solo per sposare Clara e in una conversazione con lui in Ettore rivela che Donata è innocente. Corrado in verità ha registrato tutto, così Clara lascia Ettore e Donata viene scagionata. Si pensa che in seguito Corrado e Clara si siano sposati.

- Clelia Calligaris, vedova Bacchini (st. 3-5), interpretata da Enrica Pintore.
Nuovo capo delle veneri. È sposata con Oscar Bacchini, e ha un figlio di nove anni, Carlo. Suo marito alzava le mani contro di lei quindi decise di fuggire con il figlio Carlo, macchiandosi dei reati di abbandono del tetto coniugale e di rapimento di minore. Arriva a Milano con dei documenti falsi e lascia Carlo in un convento andandolo a trovare il più spesso possibile. Intreccia una relazione con il ragionier Cattaneo, ma preferisce tenere le distanze dato che lui è sposato. Dopo l'arresto e la morte del marito, torna a vivere a Milano, dopo essere stata a Roma, e riprende il suo ruolo. Conosce in seguito Ennio Palazzi, impresario cinematografico, e tra i due nasce un'amicizia, ma la donna rimane fedele al suo amore per Luciano. Clelia rimarrà incinta di Luciano e, nonostante le malelingue sul suo conto, i due partiranno assieme a Carlo e al futuro nascituro per una nuova vita lontano da Milano e dal Paradiso.

- Francesca Molinari (st. 4), interpretata da Sofia Taglioni.
Capo delle Veneri temporaneo durante l'assenza di Clelia, si dimostra essere più dura e rigida del suo predecessore. Il suo comportamento è dovuto a una situazione familiare non rosea, a causa dell'esaurimento nervoso del marito, dopo aver perso la sua azienda per bancarotta. Lascia il suo posto per stare vicino a lui.

- Gloria Moreau/Gloria Morelli (st. 5-7, guest 8), interpretata da Lara Komar.
Nuova capocommessa delle Veneri, prende il posto di Clelia: all'inizio si dimostra severa e intransigente, poi rivela un atteggiamento molto materno, soprattutto nei confronti di Stefania. Sembra in qualche modo misteriosamente legata al passato della zia Ernesta, quindi si rivela essere la madre della venere Stefania Colombo che abbandonò da piccola per sfuggire a ingiuste accuse che avrebbero rovinato la vita anche del marito Teresio (Ezio) e della figlia. Per non far soffrire la bambina, il padre le ha sempre detto che sua madre era morta. Quando Ezio, che Gloria non vede da quindici anni, si trasferisce a Milano cerca in tutti i modi di evitarlo, poi si rassegna ad incontrarlo. Ezio inizialmente è molto scontroso e vuole denunciarla se non partirà da Milano, ma dopo molte discussioni decide di farla rimanere, a patto che Stefania non venga mai a conoscenza della sua vera identità. Dopo aver ricevuto una lettera minatoria ad opera di Gemma, che nel frattempo aveva scoperto tutto ascoltando di nascosto una conversazione tra Veronica, sua madre e compagna di Ezio, e Gloria quest'ultima rivela a Stefania di essere sua madre. Inizialmente la figlia si rifiuta di perdonarla, ma alla fine le due si riconciliano supportandosi a vicenda. Nella settima stagione, inizia una relazione con Ezio ma lo lascia dopo che lui le rivela che Gemma è incinta e non può lasciare Veronica avendo deciso, in un primo momento, di considerare il bambino come figlio loro. Gloria, poco tempo dopo che Stefania si è trasferita in America, sceglie di raggiungerla e andare a vivere là con la figlia. Alla fine, Ezio decide di lasciare Veronica e raggiungere negli Stati Uniti Stefania e Gloria, con cui si ricongiunge.

## I pubblicitari
- Roberto Landi (st. 1-2, 6-in corso), interpretato da Filippo Scarafia.
È il diligente consulente pubblicitario che lavora al fianco di Conti ed Elsa, sempre pronto a dare utili consigli e a seguire i propositi dell'esperto dottor Conti. È anche un grande amico del pilota automobilistico Eugenio Castellotti, che inviterà con successo a partecipare alla nuova collezione d'abiti. Prova dei sentimenti per Vittorio Conti che vanno ben oltre l'amicizia, proverà a nasconderli e reprimerli cominciando a frequentare Silvana. Nella seconda stagione chiede a Silvana di sposarlo e lei accetta. Verso la fine della seconda stagione si dichiara omosessuale e lascia Silvana. Sostituisce Federico Cattaneo nel ruolo di pubblicitario dalla sesta stagione.

- Elsa Tadini (st. 1-2, guest 4), interpretata da Claudia Vismara.
È una giovane architetto dalla mentalità moderna che, a differenza di molte altre donne del periodo, riesce a conquistare una propria emancipazione. Nella prima stagione avrà una brevissima relazione con Quinto, ma lo lascerà dato che capisce che lui è innamorato di Anna. Nella seconda stagione avrà una relazione con un dirigente della RAI sposato. Ritorna in alcuni episodi all'inizio della quarta stagione come regista degli spot per il "Paradiso delle signore".

- Giorgio Ghilardi (st. 1-2) interpretato da Marco Minetti.
È l'ex capo di Vittorio nella prima stagione e proprietario dell'agenzia dove lavora Vittorio all'inizio della seconda.

- Lorena (st. 2) interpretata da Diletta Innocenti Fagni.
Lavora nell'agenzia di Ghilardi come assistente e ha una relazione con Vittorio.

## I magazzinieri
- Corrado Colombo (st. 1-2), interpretato da Marco Bonini.
È il capo magazziniere che parla con un forte accento pugliese poiché è cresciuto nell'orfanotrofio di suor Adalgisa, coinvolto in traffici di sigarette illegali al paradiso. Nella prima stagione ha una relazione con Clara Mantovani, ma lei lo lascerà quando scoprirà i suoi traffici illegali. Nella seconda stagione, grazie alle sue conoscenze sul ciclismo, parteciperà a quattro puntate di Lascia o raddoppia?, dove perderà all'ultima domanda. A seguito di questo lascerà per un po' il Paradiso per la vergogna e andrà a lavorare in un bar. Successivamente torna al Paradiso e scopre il segreto di Clara, cioè che lei ha una figlia. Dopo che Donata viene arrestata vorrebbe chiedere a Clara di sposarlo, ma ormai Clara è costretta a sposare Ettore per tenere con sé la figlia Matilde. Ma Corrado pensa che Ettore abbia arrestato ingiustamente Donata solo per sposare Clara. Allora ha una conversazione con Ettore nella quale lui ammette l'innocenza di Donata, mentre Corrado ha registrato tutto. Quindi Clara lascia Ettore e Donata viene scagionata. Si pensa che poi Clara e Corrado si siano sposati.

- Quinto Reggiani (st. 1-2, guest 7), interpretato da Cristiano Caccamo.
È il magazziniere giovane e inesperto che ha seguito la sua Anna, adesso commessa al negozio, dal paesino d'origine a Milano per conquistarla e sposarla a suon di musica lirica e dei pezzi di Maria Callas. È molto amico di Corrado Colombo. Ha un lieve difetto di balbuzie. Nella prima stagione ha una brevissima relazione con Elsa Tadini, ma lei lo lascerà perché capirà che lui ha sempre amato solo Anna. Dopo aver scoperto che Anna è incinta e che Massimo è sposato, chiede ad Anna di sposarlo, intenzionato anche a riconoscere il bambino, e così lei accetta, ma poi Anna lo lascerà perché Massimo, il padre del bambino, le ha detto che, se lei non si sposerà, lui le darà i soldi per crescere suo figlio e lei, non volendo addossare il peso di una famiglia non sua su Quinto, accetta. Nella seconda stagione ha una storia con Letizia Toscano, ma poi si lasceranno. Dopo che Anna si riprende la figlia Irene sottrattale da Massimo, Quinto e lei fuggono sui Pirenei spagnoli presso un prete conosciuto da don Saverio. Tornerà diversi anni dopo a Milano, dopo che Anna si è sposata con Salvatore Amato credendolo morto e i due si rimettono insieme.

- Domenico D'Angelo (st. 2), interpretato da Lorenzo Cervasio.
È il nuovo magazziniere, sopravvissuto al disastro di Marcinelle, e per questo molto tormentato e aggressivo. Inizialmente innamorato di Benedetta, una ragazza che può incontrare solo segretamente per via delle resistenze del padre di lei che arriverà fino a farlo picchiare. Quando saprà da Benedetta che lei sarà costretta a sposarsi con un ragazzo scelto dal padre si avvicinerà sempre più a Letizia. Ma quando il padre di Benedetta le permetterà di stare con Domenico, lui le confiderà di essere innamorato di Letizia ma giunge tardi in parrocchia la sera di San Silvestro con Letizia già partita per imbarcarsi a Genova verso una missione in Africa.

- Ugo Tagliabue (st. 4), interpretato da Salvatore Mazza.
È il capo magazziniere dopo l'abbandono di Corrado Colombo. Uomo rude e severo, pretende il massimo da tutti, prende subito in antipatia Rocco Amato poiché questo proviene dal sud e lo fa sgobbare come un mulo. Viene coinvolto in un furto ai danni al Paradiso e fugge lontano incolpando Rocco lasciandolo svenuto al suo interno e facendo perdere le sue tracce.

- Armando Ferraris (st. 4-9), interpretato da Pietro Genuardi.
È il nuovo capo magazziniere del Paradiso dopo la fuga del suo predecessore Ugo Tagliabue. Vedovo, diventa amico di Agnese Amato, poi il loro rapporto si trasforma in amore. È un uomo semplice ma molto colto, sindacalista e comunista convinto. È anche un vecchio amico di Luciano fin dall'infanzia. I suoi più fidati assistenti sono Rocco Amato e Pietro Conti. Amante del ciclismo, fonda una squadra assieme ai due giovani magazzinieri. In seguito si vede costretto ad accettare il fatto che il marito di Agnese viene assunto come nuovo corriere per le consegne, e nonostante l'astio, rimane soddisfatto del lavoro di Giuseppe. Nella quinta stagione stringe un'amicizia molto profonda con Gloria Moreau che nella sesta stagione suscita la gelosia di Agnese.

- Nino Zaccheo (st. 5-6), interpretato da Luca Grispini.
Timido seminarista, nella quinta stagione diventa il nuovo magazziniere e prende il posto di Rocco che è partito per Roma. Nella sesta stagione è turbato dalla vicinanza con Dora e si verrà a sapere all'inizio della settima stagione che l'amore tra i due ha trionfato.

- Alfredo Perico (st. 5, 7-9), interpretato da Gabriele Anagni.
Ciclista e meccanico, nella quinta stagione aiuta Armando nell'officina. Nella settima stagione ritorna a Milano per cercare di riconquistare Irene, diventa il nuovo magazziniere prendendo il posto di Nino. Alla fine, dopo un lungo corteggiamento, si fidanza con Irene, senza accorgersi di ferire in questo modo i sentimenti di Clara, di cui è allenatore per le gare ciclistiche, nel frattempo innamoratasi di lui.

- Enrico Brancaccio/Enrico Proietti (st. 9-in corso), interpretato da Thomas Santu.
Nuovo magazziniere arrivato al Paradiso. E' un uomo schivo e riservato. In realtà è un medico ed era sposato, ma sua moglie è morta, e dal suo matrimonio è nata anche una figlia, Anita. Sviluppa da subito una certa intesa con Marta, ma il suo bagaglio emotivo e il suo passato misterioso, che lui è restio a condividere con la giovane Guarnieri, si riveleranno essere un ostacolo alla nascita di una storia tra di loro. Si scopre poi che la moglie è morta di parto alla nascita della loro figlia e che il motivo per cui deve essere molto discreto riguardo a sé e la sua vita è che vive sotto protezione dopo aver denunciato un latitante curato clandestinamente nella clinica in cui lavorava, motivo per cui è stato minacciato di morte.

## I baristi
- Salvatore "Salvo" Amato (st. 3-in corso), interpretato da Emanuel Caserio.
Secondogenito di Agnese, viene assunto nel bar della signora Marini, dove lavorerà anche suo fratello fino a che lui e la moglie non si trasferiranno altrove. Sulle prime prende una sbandata per la cognata Elena, che provocherà non pochi problemi alla relazione tra la ragazza e Antonio; più tardi conosce il vero amore grazie a Gabriella e i due si fidanzano. Diventa in seguito amico di Marcello Barbieri e i due acquistano il bar della signora Anita grazie a un prestito di Riccardo Guarnieri. Come la madre, è preoccupato per il padre, emigrato in Germania per lavoro, e quando teme il peggio, ossia che egli sia finito in carcere, decide di andare lì per cercarlo. Inoltre la sua relazione con Gabriella, che da venere è diventata stilista del Paradiso, entra in crisi per via del divario sociale che si sta aprendo tra loro. L'amore, di fatto, è ancora forte, ma Cosimo Bergamini si mette in mezzo. Dopo aver aggredito il suo rivale, Gabriella sentendosi a disagio per la situazione, si prende una pausa da lui, ma lo stesso ha ormai capito tutto, e i due si lasciano. Grazie all'aiuto di Laura, il bar diventa fornitore ufficiale del reparto dolciario del Circolo. Riesce a ritrovare l'amore in Anna Imbriani, ex Venere del "Paradiso" e ora assistente contabile di Beatrice, cognata di Vittorio Conti. Anna è vedova del magazziniere Quinto Reggiani e ha una figlia di nome Irene. Purtroppo la felicità dura poco, in quanto Quinto, marito di Anna creduto morto, in realtà si scopre ancora vivo e quindi Anna decide di tornare con lui. In seguito, Salvatore si innamora di Elvira, la nuova Venere del Paradiso e alla fine dell'ottava stagione, dopo diverse incomprensioni, i due si mettono finalmente insieme.

- Marcello Barbieri (st. 4-in corso), interpretato da Pietro Masotti.
Marcello è un ragazzo spericolato, appena uscito di prigione, a Milano per vivere insieme con sua sorella Angela. È tutt'altro che un buon partito, dongiovanni e amante del gioco d'azzardo, ma sa essere anche molto dolce e protettivo verso chi ama, specialmente verso sua sorella. Nonostante siano molto diversi, vivrà una passione travolgente con Roberta. Diventerà socio del bar insieme con Salvo. Va a vivere nell'ex appartamento della sorella insieme con Armando. Dopo aver avuto una breve relazione con Lorena Mascoli, attrice di fotoromanzi, ha un flirt con Roberta, che incide sulla sua relazione con Federico quando lei e Marcello capiscono di amarsi davvero e di voler stare insieme. Ritrova sulla sua strada il Mantovano, criminale che aveva fatto arrestare tempo addietro, che lo costringe a una serie di "lavoretti" per ripagarlo del suo debito. Di fronte alla minaccia di uccidere Roberta, con la quale era in procinto di partire per Bologna, dopo che questa aveva accettato un posto di ricercatrice datole dalla sua professoressa, è costretto a farsi veder baciare Ludovica, sua cliente attuale, per salvarle la vita, ma facendo tristemente concludere la sua relazione nel peggiore dei modi. Dopo aver chiesto aiuto al suo amico Vinicio per liberarsi del criminale, questi lo tradisce, ma alla fine il Mantovano viene arrestato. Avvia una storia con Ludovica Brancia di Montalto ma i due capiscono che sono troppo diversi e preferiscono darsi a fugaci rapporti. Viene denunciato dal Mantovano come complice, e per evitare l'arresto nuovamente medita di partire per l'Australia con la complicità dei suoi amici, ma all'ultimo decide di costituirsi. In seguito viene scarcerato grazie all'aiuto di Ludovica e del suo avvocato. Alla fine della quinta stagione si fidanza con Ludovica mentre nella sesta gli viene affidato da Adelaide il ruolo di responsabile di sala al circolo. Nella settima stagione, dopo aver tentato invano di tornare insieme a Ludovica, inizia una relazione con Adelaide, con cui nel frattempo si è creata un’ottima intesa anche per quanto riguarda gli affari, tanto da soffiare un importante immobile a Umberto all’asta, per poi rivenderglielo al doppio del prezzo.

## Altri personaggi
- Italo (st. 3-in corso), interpretato da Mauro Negrini.
E' il maggiordomo della famiglia Guarnieri - Sant'Erasmo. È molto fedele alla contessa.

- Sandro Recalcati (st. 3, 6), interpretato da Luca Capuano.
Produttore discografico amico di Vittorio che, dopo aver scoperto le abilità canore di Tina, decide di scritturarla e lanciare la sua carriera. Lavorando fianco a fianco, i due si innamorano, ma Sandro è costretto a rivelare a Tina un’amara verità: è un uomo divorziato. Questa notizia crea non pochi problemi alla coppia, che, nonostante decida ugualmente di stare insieme, fatica a farsi accettare dalla famiglia Amato, di mentalità molto chiusa riguardo al scioglimento del vincolo matrimoniale. Altri problemi verranno causati dal ritorno di Nora, ex moglie di Sandro, che cercherà di riconquistarlo, anche attraverso metodi non molto ortodossi e ai danni della stessa Tina. Alla fine, i due riusciranno finalmente a stare insieme e inizieranno a girare per il mondo per i concerti di Tina, ormai divenuta un’importante artista. Nella sesta stagione si scopre che ha tradito Tina, la quale per questo è tornata a Milano, ma ben presto fa ritorno anche lui per farsi perdonare e riconquistarla, riuscendoci, così i due ripartono nuovamente alla volta di Londra. Nella settima stagione si scopre che stanno aspettando il loro primo figlio.

- Mario Oradei (st. 3-9), interpretato da Piero Cardano.
Cameriere del Circolo che è segretamente omosessuale. Dopo il ritorno a Milano di Roberto Landi, i due si innamorano ed iniziano una relazione, che però sono costretti a tenere segreta a causa del fatto che non verrebbe socialmente accettata.

- Dante Romagnoli (st. 5-6), interpretato da Luca Bastianello.
Imprenditore che appena tornato da New York riesce a sventare il tentativo di furto del Mantovano ai danni del Circolo. Cugino di Fiorenza Gramini da parte del marito, entra in affari con Vittorio per proporre la vendita degli abiti del Paradiso anche in America, ma sotto nasconde qualcosa di molto più ambizioso. Si scopre in seguito che è l’uomo con cui Marta ha avuto una breve relazione extra coniugale durante il suo soggiorno in Stati Uniti, e che è venuto a Milano per riconquistarla, ma senza successo, decidendo quindi di tornare negli Stati Uniti. Nella sesta stagione, torna a Milano e ricatta Umberto con l'aiuto di Fiorenza riguardo la questione Ravasi, ed è deciso ad impossessarsi del Paradiso per vendicarsi di Vittorio. Intanto, però, sviluppa un rapporto sincero con Beatrice, della quale finisce per innamorarsi, ricambiato, e, per lei, decide di rinunciare ai suoi scopi. Alla fine della sesta stagione, viene perdonato da Beatrice e, finalmente insieme, i due partono per New York.

- Flora Gentile (st. 6-8), interpretata da Lucrezia Massari.
Figlia di Achille Ravasi, dapprima viene considerata una minaccia per Adelaide per via della parentela americana. Prende il posto di Gabriella come stilista al Paradiso. Le interessa Umberto e riesce nell'intento: il commendatore lascia Adelaide e la villa, e i due si trasferiscono in una stanza d'albergo. Nella settima stagione segue Umberto come stilista della Galleria Milano Moda, il nuovo grande magazzino inaugurato dal commendatore di fronte al Paradiso.
- Vito Lamantia (st. 7-8), interpretato da Elia Tedesco.
Imprenditore e nuovo contabile dell'atelier, con un'azienda da gestire anche in Australia. È anche il fidanzato di Maria Puglisi e viaggia tra Milano e l'Australia, dove gestisce un'azienda di sua proprietà. Lui e Maria si lasciano durante l'ottava stagione perchè lei si innamora di Matteo.

- Gianlorenzo Botteri (st. 8-in corso), interpretato da Luca Ferrante.
Nuovo stilista che viene assunto al Paradiso per curare la neonata linea di abiti maschili. E' molto freddo, per questo farà fatica ad andare d'accordo con Maria, ma col tempo instaureranno un ottimo rapporto. Si scoprirà avere un figlio di cui lui non sapeva niente, e lo andrà a trovare molto spesso. Dopo la partenza di Maria, gli verrà affidata anche la nuova collezione femminile del Paradiso.

- Leonardo Crespi (st. 8), interpretato da Emanuele Turetta.
Imprenditore che inizia a collaborare con il Paradiso, e che da subito si interessa a Irene, cogliendo il lato ambizioso del suo carattere: per questo, le propone di seguirlo come sua assistente in un viaggio di affari estivo in Inghilterra.

- Giulia Furlan (st. 9), interpretata da Marta Mazzi.
Nuova stilista della Galleria Milano Moda che prende il posto di Flora.
- Mimmo Burgio (st. 9-in corso), interpretato da Vito Amato.
Amico di famiglia dei Puglisi che viene a vivere a Milano. Giovanotto piuttosto all'antica, è un carabiniere, e inizialmente non sta molto simpatico ad Agata, salvo poi iniziare ad entrare sempre più in confidenza con lei.

## Gli antagonisti
- Bruno Jacobi (st. 1-2), interpretato da Alessandro Averone.
Strozzino appartenente alla malavita milanese e vecchio amico di Pietro Mori, che fa diventare socio del "Paradiso". Rimane coinvolto in loschi affari che lo portano ad essere arrestato dalla polizia, per essere stato il mandante dell'omicidio di Rose Anderson e aver ucciso Mori, che si è preso il colpo destinato a Teresa. Nella terza stagione si costituisce scagionando così, Andreina.
- Federico Cazzaniga (st. 1), interpretato da Riccardo Leonelli.
Scagnozzo di Carlo Mandelli, si occupa di mettere in atto la vendetta del potente banchiere e d'investigare sul presunto omicidio compiuto da Mori, ma nel corso delle ricerche finisce per incappare in un incidente di percorso che gli costerà la sofferenza per un amore impossibile con Lucia Gritti, la Venere bionda che è segretamente sposata e madre di un bambino. Dopo aver scoperto questo segreto ricatta Lucia obbligandola a uscire con lui, ma Lucia si innamorerà veramente di lui e passano una notte insieme, dopo la quale le chiederà di partire con lui per l'America. Dopo questo rifiuto rivela al marito della Gritti la loro relazione. Muore alla fine della prima stagione durante il naufragio dell'Andrea Doria.

- Monica Giuliani (st. 1), interpretata da Margherita Laterza.
Giovane donna perfida e pettegola, cerca in vari modi di essere assunta come commessa al "Paradiso delle signore". Intraprende un corteggiamento con Vittorio Conti, che utilizza per convincere la Mantovani a diventare una Venere, ma non verrà assunta. Grazie a Vittorio, viene assunta come segretaria da un cliente di Vittorio, Ghilardi. Grazie a una cliente di Ghilardi, direttrice di un'azienda di cosmetici, si reintroduce nel personale de "Il paradiso delle signore" per minare ancora una volta l'equilibrio delle Veneri, ma alla fine viene licenziata dalla signorina Mantovani.

- Rose Anderson (st. 2), interpretata da Andrea Osvárt.
Ex moglie di Pietro Mori, arriva a Milano alla fine della prima stagione per diventare socia del "Paradiso delle signore" insieme con il suo ex marito e mettere zizzania tra lui e Teresa. Suo padre è un importante ambasciatore americano. Dopo il divorzio con Pietro Mori si è risposata con l'attore Frank, che però lascia capendo di aver sempre amato Pietro. Viene uccisa per conto di Bruno Jacobi a Roma, dopo una lite con Mori, dato che avevano passato una notte insieme perché lui era ubriaco.

- Luca Spinelli/Daniele Fonseca (st. 3), interpretato da Francesco Maccarinelli.
Il suo vero nome è Daniele Fonseca ed è un ebreo sopravvissuto ai campi di concentramento. Torna a Milano a 16 anni di distanza dalla deportazione sua e della sua famiglia, denunciata alla Gestapo da Gregorio di Sant'Erasmo, padre di Adelaide e Margherita (anche se questo si scopre solo alla fine e per gran parte del tempo si crederà che sia stato Umberto Guarnieri, che d'altra parte tacque la cosa per anni e si appropriò della casa dei Fonseca, sottratta loro dal suocero). Si brucia la pelle sulla quale è tatuato il numero della matricola e cambia identità, diventando Luca Spinelli, uomo d’affari che ha fatto la propria fortuna grazie ai suoi investimenti in miniere del Sud America. Entra nelle grazie di Adelaide di Sant’Erasmo fino a conquistarne la fiducia e attraverso di lei diventa socio del circolo più esclusivo di Milano, relazionandosi sempre più frequentemente con la famiglia Guarnieri e covando segretamente un progetto di vendetta ai danni di Umberto, mirato a colpirlo trasversalmente tramite gli altri membri della sua famiglia. Coinvolgerà anche Andreina e Lisa nel suo piano di vendetta, che però a causa di quest'ultima viene scoperto da Marta e Vittorio. Dopo varie peripezie, scopre la verità sulla denuncia effettuata dal Conte Gregorio di Sant'Erasmo (padre di Adelaide e Margherita) e decide di andarsene da Milano per iniziare una nuova vita.

- Cesare Diamante (st. 3-4), interpretato da Michele Cesari.
È un medico, conosce Nicoletta al Paradiso. In seguito la sposa e riconosce come padre anche la piccola Margherita, figlia della ragazza e di Riccardo Guarnieri. Ottenuta la direzione di un ospedale di Bari, costringe la moglie a seguirlo per farle dimenticare Riccardo, di cui è ancora innamorata, dopo aver scoperto che Nicoletta lo tradisce con Riccardo. Diverso tempo dopo, Nicoletta torna a Milano con la figlia, rivelando a Riccardo che il matrimonio è finito da molto tempo, e i due si rimettono insieme definitivamente.

- Oscar Bacchini (st. 3), interpretato da Jgor Barbazza.
Ricco commerciante di gioielli di Trieste, è il marito di Clelia Calligaris e padre del loro figlio Carlo. Oscar è un uomo violento, con una perenne sindrome di Otello, che si sfoga sulla moglie usandole violenza sia psicologica sia soprattutto fisica. Dopo anni di violenze e abusi passati con Oscar, Clelia decide di fuggire con suo figlio, macchiandosi del reato di abbandono del tetto coniugale e di sequestro di minore. Per questo Oscar e la polizia la cercano. La donna si nasconde a Milano sotto falsa identità, sperando di essere sfuggita al suo persecutore, ma presto Oscar la rintraccerà e tornerà a renderle la vita un inferno, diventando fornitore di gioielli di bigiotteria per il Paradiso. Viene arrestato grazie a Luciano Cattaneo alla fine della terza stagione. Muore in carcere nella quarta stagione.

- Lydia Stanton/Nora Vitali (st. 3), interpretata da Gaia Messerklinger.
Nora, il cui pseudonimo come cantante è Lydia Stanton, è una cantante famosa soprattutto per la sua canzone "Una vita senza te" prodotta insieme con il suo ex discografico Sandro Recalcati, che più avanti si scoprirà essere anche suo marito. Presto la verità sul matrimonio tra lei e Sandro emerge: Nora, a Londra, l'ha tradito con il suo migliore amico, cosa che ha determinato la loro separazione informale. Nora è una donna sofisticata e capricciosa, pungente e passionale, che non riesce ad accettare l'idea che suo marito possa essersi rifatto una vita e soprattutto non ha la minima intenzione di concedergli il divorzio, decisa a riconquistarlo e ad allontanare Tina da lui.

- Achille Ravasi (st. 4), interpretato da Roberto Alpi.
Amico della famiglia Guarnieri, in passato ha frequentato assiduamente Gregorio di Sant'Erasmo, il padre di Adelaide. Sperava di poter avere una chance con quest'ultima ma così non è stato, poiché lei ha sempre amato Umberto Guarnieri. Achille ha passato molti anni a Cuba, dove gestiva con gran profitto un casinò, ma la rivoluzione cubana del 1959 lo costringe a tornare in Italia. Subito mette in guardia Adelaide (che non ha mai dimenticato) da Umberto, con cui è sempre stato in forte rivalità. Ora Achille vuole prendersi finalmente la sua rivincita su Umberto ed è disposto a tutto pur di avere finalmente Adelaide per sé. Tuttavia l'uomo ha contratto grossi debiti con un certo Lucarelli e il vero motivo per cui vorrebbe sposare la donna è impossessarsi del suo patrimonio. Dopo il matrimonio lui e Adelaide partono per gli USA, ma diverso tempo dopo la Contessa torna terribilmente scossa, facendo supporre un destino incerto su di lui. Creduto morto da tutti, incluso Cosimo, lo stesso ingaggia un investigatore privato per scoprire cosa è accaduto, volendo incastrare Umberto, ma a sorpresa si scopre che Ravasi è ancora vivo. In realtà l'investigatore ha dato le vere informazioni a Umberto, consegnando a Cosimo delle false fotografie sull'uomo. Si scopre da Guarnieri che Ravasi ha una figlia che potrebbe giurare vendetta sul commendatore.

- Sergio Castrese (st. 4-5), interpretato da Mariano Riccio.
Noto criminale conosciuto come Il Mantovano, è uno strozzino legato a Marcello Barbieri, proprietario di un'autofficina. Riesce a farlo arrestare dopo che ha aggredito la sorella Angela, ma torna tempo dopo pronto a fargliela pagare, e separandolo da Roberta, dopo che questa lo ha visto con Ludovica, cliente per la quale Marcello porta del denaro in Svizzera. Durante un tentativo di furto al Circolo assieme a un complice, affronta e viene sconfitto da Dante Romagnoli per essere poi nuovamente arrestato.

- Maria Grazia Vettorazzo (st. 5), interpretata da Maria Grazia Pompei.
Cliente del Paradiso e madre di un compagno di scuola di Carlo, che verrà a conoscenza della gravidanza di Clelia, e che causerà instabilità tra lei e Luciano. Tornerà alla carica dopo aver visto l'abito stile inglese creato da Gabriella suscitando diverse critiche da parte dei clienti che causeranno non pochi problemi al Paradiso.

- Fiorenza Gramini (st. 5-8), interpretata da Greta Oldoni.
Membro del Circolo di Milano, aspira a prendere il posto di presidentessa di Adelaide, ma alla fine capisce che non potrà mai competere con lei, e decide di ritirare la sua candidatura, ma la contessa capisce di aver trovato una valida aiutante. La sua posizione di vice comincia a vacillare a seguito del rientro di Ludovica Brancia di Montalto, che sembra essere cambiata e per la quale la Contessa le affida l'organizzazione degli eventi più importanti del Circolo.

- Girolamo Ammirata (st. 5-6), interpretato da Sergio Vespertino.
È un siciliano amico di Giuseppe Amato, con cui ha lavorato in Germania. Insieme al signor Amato mettono in atto una truffa ai danni del paradiso che consisteva nel prendere degli abiti della nuova collezione e copiarli per poi rivenderli in Germania, il piano va a male proprio perché lui scappa con i soldi e avverte la polizia che un camion sospetto sta attraversando la frontiera, mettendo nei guai Giuseppe. Ritorna nella sesta stagione facendo pace con Giuseppe per fare da intermediario tra il signor Amato e Petra.

- Ferdinando Torrebruna (st. 6-7), interpretato da Fabio Fulco.
Socio di Fiorenza e Dante, proveniente da Napoli, prova subito un interesse nei confronti di Ludovica che gli ricorda la moglie scomparsa. Uomo generoso e leale aiuterà Flavia con una forte somma di denaro che le serve per operarsi in America, senza sapere che è un inganno. Comincia poi una relazione con Ludovica fino a chiederla in sposa alla fine della settima stagione.

- Tullio De Sanctis (st. 8), interpretato da Nathan Macchioni.
Dispotico fidanzato di Elvira durante l'ottava stagione.

- Andrea Gallo (st. 9, guest 8), interpretato da Alessandro Mor.
È il padre di Elvira Gallo. Quando ha saputo che la figlia ha lasciato Tullio è stato molto contrariato e ha cercato di convincerla a tornare con lui. Quando poi saprà che Elvira si è fidanzata con Salvatore e che lui è siciliano, non approverà la relazione e non lo accetterà come genero.

## La famiglia Iorio
- Vincenzo Iorio (st. 1), interpretato da Fabrizio Ferracane.
Zio di Teresa, è da tempo emigrato a Milano dove ha formato una famiglia con Francesca e ha aperto un negozio di abbigliamento. Verrà arrestato perché accusato di aver bruciato un furgone del "Paradiso delle signore", ma lui nega. Ha due bambini di circa 10 anni. Ammetterà di aver incendiato il furgone e grazie a Pietro Mori verrà scagionato. Viene scelto personalmente da Mori come sarto presso l'azienda che era stata una volta di proprietà del suo rifornitore, ma non accettando le regole proprie del suo nuovo lavoro, decide di licenziarsi e di trasferirsi con tutta la famiglia a Monaco di Baviera, in Germania.
- Francesca Iorio (st. 1), interpretata da Alessia Giuliani.
Moglie di Vincenzo, è una zia e madre comprensiva, che aiuterà Teresa a proteggere i suoi sogni anche a costo di litigare con il marito.

- Mario Iorio (st. 1), interpretato da Andrea Arcangeli.
È il fratello minore di Teresa, amico di Salvo, il promesso sposo della sorella in Sicilia, è giunto a Milano per convincere la ragazza a convolare a nozze e per intraprendere come la sorella un percorso lavorativo nella grande metropoli italiana. Inizierà a lavorare come magazziniere al Paradiso. Diventerà molto amico di Monica Giuliani, amicizia non accettata da Teresa. Frequenta un club di pugilato nel quale incontra una ragazza con la quale avrà una relazione, che poi lo lascerà per Bruno Jacobi. L'assenza nella seconda stagione è giustificata dalla partenza per il servizio militare.

- Giuseppe Iorio (st. 1-2), interpretato da Antonio Milo.
Padre di Teresa e Mario e fratello di Vincenzo, è un umile contadino cresciuto in Sicilia, ancora legato a schemi antiquati e obsoleti, che vanno di volta in volta a scontrarsi con le idee rivoluzionarie della figlia Teresa, alla quale tuttavia permetterà di restare a Milano. Quando scoprirà che Teresa vuole sposare Pietro, che è un uomo divorziato, inizialmente non sarà d'accordo, ma poi cambierà idea.

- Rosaria Iorio (st. 2), interpretata da Monica Dugo.
Madre di Teresa.

## La famiglia Mandelli
- Carlo Mandelli (st. 1, guest 2), interpretato da Corrado Tedeschi.
È un uomo appartenente all'alta borghesia milanese, proprietario della banca che finanzia l'impresa di Mori. È pronto a tutto pur di distruggere "Il paradiso delle signore", eretto da Pietro Mori, che pensa essere l'assassino di suo fratello Umberto. Nella seconda stagione muore a causa di un infarto causato da un litigio con Pietro Mori.

- Viola/Marisa Mandelli (st. 1-2), interpretata da Helene Nardini.
Moglie di Carlo Mandelli e madre di Andreina. Nella seconda stagione si allontana da Andreina dopo la morte del marito e il tentativo fallito di recuperare la banca da parte di Andreina. Viene accusata, insieme alla figlia, di essere la mandante dell'omicidio di Pietro Mori e per cui, insieme ad Andreina, inizia una lunga latitanza. Muore nella terza stagione, suicida.

## La famiglia Amato
- Agnese Amato (st. 3-6, guest 7), interpretata da Antonella Attili.
Matriarca della famiglia Amato, arriva da Partanna, in Sicilia, con i suoi tre figli per cominciare una nuova vita dopo un fattaccio che ha colpito il consorte, che è stato accusato di omicidio. È una donna dal carattere duro, spigoloso e all'antica, che però vuole molto bene ai suoi figli. Quando Elena, la fidanzata di Antonio, arriva a Milano, la prende subito in antipatia. Inizialmente è casalinga ma in seguito viene assunta come sarta al Paradiso, in attesa di notizie sul marito partito per la Germania per lavoro. Incontra Armando Ferraris, nuovo capomagazziniere, ateo, comunista, completamente diverso da lei, al quale tuttavia inizia lentamente a interessarsi, soprattutto dopo aver scoperto la relazione del marito con una tedesca di nome Petra. Nella quinta stagione, al ritorno del marito dalla Germania, torna sottomessa a ricoprire il ruolo di moglie infelice, ma nella sesta stagione si ribella quando viene a sapere che Giuseppe ha avuto un figlio con Petra. Dopo un attacco cardiaco e il ricovero in ospedale si convincerà a dire la verità ai figli sulla situazione del padre e a chiedere la loro benedizione per vivere la storia con Armando. Alla fine della settima stagione decide di andare a vivere in Inghilterra con Tina e Sandro.

- Antonio Amato (st. 3, guest 4), interpretato da Giulio Corso.
Figlio maggiore di Agnese, inizialmente lavora come manovale, ma viene licenziato e in seguito assunto nel bar dove lavora già il fratello. Porta a Milano la sua fidanzata Elena anche se i suoi genitori sono contrari perché credono che il padre di Antonio sia un assassino. Lascerà il lavoro alla caffetteria per aprire un'attività con il suo amico Giovanni. Si innamora di Elena anche il fratello di Antonio, Salvatore che le ruberà un bacio causando la rottura del fidanzamento tra i due. Avrà una breve relazione con Ludovica Brancia di Montalto, ma poi si sposerà con Elena; i due in seguito prendono casa a Torino per via del lavoro di lui. Torna a Milano brevemente quando Salvo gli racconta del padre. Inizialmente non si fida di Armando, in quanto crede che illuderà la madre, ma in seguito cambia idea.

- Elena Montemurro in Amato (st. 3, guest 4 e 6), interpretata da Giulia Petrungaro.
Fidanzata di Antonio a Partanna, si trasferirà a Milano senza il consenso del padre che non accetta il ragazzo come futuro genero, credendo che suo padre sia un criminale. Sogna di diventare una maestra e per un periodo dà delle lezioni serali a dei ragazzi emigrati per conto della parrocchia. Prenderà il posto di Antonio in caffetteria dove si avvicina a Salvatore che si innamorerà di lei e le ruberà un bacio, che causerà la rottura del suo fidanzamento con Antonio. In seguito riuscirà a farsi perdonare e si sposerà con Antonio. Dopo l'uscita di scena sua e di Antonio alla fine della terza stagione, si viene a sapere che una volta a Torino è stata chiamata dal Provveditorato e il suo sogno d'insegnare si è avverato. Compare in qualche episodio della quarta stagione e nell'ultimo episodio della sesta stagione per il matrimonio di Salvatore con Anna.

- Giuseppe Amato (st. 5-6, guest 3), interpretato da Nicola Rignanese.
Padre di Antonio, Salvatore e Tina, a causa di un brutto affare avvenuto a Partanna, è stato costretto a fuggire lasciando la famiglia. Compare nella terza stagione incontrandosi di nascosto con Agnese, promettendole che presto saranno di nuovo tutti insieme, poi compare a casa Amato a sorpresa in occasione del Natale. In seguito emigra in Germania per lavoro, ma la fabbrica dove lavora esplode e si teme sia morto. In seguito, si scopre che non risulta nella lista delle vittime, ma la famiglia apprende per vie traverse che l'uomo potrebbe essere stato arrestato e che ora si troverebbe in carcere. Salvo decide di partire per cercarlo. L'uomo tuttavia non è in carcere (quello scoperto dal figlio è un omonimo ragazzo di Cosenza), ma a sorpresa Salvo scopre che ha intrapreso una relazione con un'altra donna, Petra. Torna tempo dopo a Milano, pronto per rimettersi con la moglie, senza sapere della sua relazione con Armando. Accetta in seguito un posto da portiere notturno di un albergo diradando di molto la sua presenza. Viene in seguito licenziato a causa del suo caratteraccio, ma il nipote Rocco lo fa assumere come autista delle consegne al Paradiso, scatenando le ire di Armando. Dopo che la caffetteria del figlio è stata minacciata dal Mantovano di essere bruciata, fa assumere un suo amico come sorvegliante per evitare il rogo. Tra i due però si nasconde qualcosa accaduto in Germania: Giuseppe ha avuto un figlio con Petra. Nella sesta stagione Agnese scopre la verità e vuole che se ne vada di casa; l'uomo decide allora di tornare in Germania per occuparsi della sua seconda famiglia.

- Rocco Amato (st. 4-5), interpretato da Giancarlo Commare.
Figlio del fratello di Giuseppe Amato, si trasferisce a casa della zia e di Salvo, occupando lo spazio lasciato dai cugini Antonio e Tina. Viene assunto come magazziniere e conosce Marina Fiore di cui si innamora. In seguito lavora anche occasionalmente come attore di fotoromanzi per portare più soldi a casa. È analfabeta e va alla scuola serale della parrocchia per imparare a leggere e scrivere, riuscendo a ottenere la licenza elementare. Alla fine della breve relazione con Marina, dopo la partenza per Roma di quest'ultima, si avvicina a Maria, anche se riceve un corteggiamento indiretto da parte di Irene. Al ritorno di Orlando Brivio al Paradiso per dirigere un servizio sul grande magazzino, riesce finalmente a esternare il suo amore per Maria, ascoltato indirettamente dalla stessa, e i due si fidanzano. Inizia a praticare ciclismo agonistico come dilettante nella squadra corse del Paradiso gestita da Armando (nella stessa squadra figurano Pietro Conti e Nino) e dopo aver vinto alcune gare gli viene offerto di passare professionista, quindi si trasferisce a Roma.

## La famiglia Puglisi
- Maria Puglisi (st. 4-8), interpretata da Chiara Russo.
Ricamatrice, collaboratrice di Agnese Amato, figlia di amici della famiglia Amato, arrivata anche lei da Partanna. Era la fidanzata di Rocco, ma, nella sesta stagione, lui la tradisce con una ragazza conosciuta a Roma, quindi i due si lasciano. Nella settima stagione si fidanza con Vito, un siciliano emigrato in Australia, dove ha fatto fortuna, e che è anche la stessa persona con cui il padre aveva combinato il matrimonio della figlia. Nell'ottava stagione, però, l'arrivo di Matteo mette in crisi Maria, che si innamora di lui: dopo un lungo periodo di confusione, la ragazza sceglierà lui, lasciando Vito contro il parere della famiglia. Allo stesso tempo ottiene un'offerta di lavoro importante come stilista a Parigi e decide di accettare, partendo al termine della stagione insieme a Matteo, col quale intanto si è fidanzata ufficialmente. Lo lascerà dopo aver scoperto che, ha truffato Marcello per conto di Umberto Guarnieri.
- Ciro Puglisi (st. 8-in corso), interpretato da Massimo Cagnina.
Padre di Maria, disoccupato, si trasferisce da Partanna con la moglie e la secondogenita. Verrà assunto da Salvatore in Caffetteria. Inizialmente farà fatica ad adattarsi alla sua nuova vita a Milano, ma col tempo si scioglierà un pò.
- Concetta Puglisi (st. 8-in corso), interpretata da Gioia Spaziani.
Madre di Maria e di Agata. Diventerà la nuova sarta del Paradiso.

## La famiglia Portelli
- Matteo Portelli (st. 8-in corso), interpretato da Danilo D'Agostino.
È il nuovo contabile dell'atelier subentrato al posto di Vito Lamantia, e fratello illegittimo di Marcello e Angela da parte di padre. Si innamora, ricambiato, di Maria e a fine stagione i due si fidanzano ufficialmente. Successivamente Maria lo lascia, a causa di un complotto ordito ai danni del fratello Marcello.
- Silvana Portelli (st. 8-in corso), interpretata da Elodie Treccani.
Madre di Matteo, nato da una relazione clandestina che lei ha avuto col padre di lui, Marcello e Angela: per questo, l'uomo non ha mai riconosciuto Matteo come figlio e ha ripudiato lui e la madre. Silvana ha cresciuto quindi il figlio da sola. Lei e Matteo si considerano l'uno la persona più importante della vita dell'altro.

## La famiglia Guarnieri - Sant'Erasmo
- Umberto Guarnieri (st. 3-in corso), interpretato da Roberto Farnesi.
Nato all'inizio del secolo in una famiglia modesta di grandi lavoratori, Umberto ha trovato fortuna sposando la nobile e ricca Margherita di Sant'Erasmo, che però muore prematuramente in un incidente lasciandolo vedovo e con due figli a cui badare. In suo aiuto accorre la cognata Adelaide, da sempre innamorata di lui, cosa che lui sfrutta per ottenere il suo appoggio familiare ed economico. Umberto ha saputo far fruttare al meglio la cospicua dote a cui ha avuto accesso, diventando un importante e facoltoso banchiere. Quando il Paradiso riapre sotto la nuova gestione, è Umberto a concedere il prestito per i lavori di ristrutturazione accettando a garanzia l'ipoteca sull'immobile. Il Paradiso è infatti l'unico ostacolo al suo ambizioso progetto immobiliare di una gigantesca torre in centro a Milano. Fin dall'inizio, su Umberto grava la colpa di aver denunciato come ebrea la famiglia Fonseca, precedente proprietaria della villa in cui vive la sua famiglia. L'unico sopravvissuto, Daniele Fonseca, assume il nome falso di Luca Spinelli per entrare in confidenza con i Guarnieri e vendicarsi di Umberto. Tuttavia, contro ogni previsione, alla fine si viene a sapere che il vero delatore non era Umberto, bensì suo suocero, il conte Gregorio di Sant'Erasmo. Dopo averle estorto le sue quote del Paradiso delle Signore incomincia una relazione con Andreina Mandelli, la quale inizialmente sta con lui soltanto perché complice del piano di vendetta di Luca. I due però si lasciano quando Andreina è costretta a fuggire da Milano a un passo dall'altare. Nella quarta stagione Umberto e la sua banca navigano in cattive acque e per risolvere la situazione lui seduce Adelaide, che l'aveva precedentemente privato del suo patrimonio e, su suggerimento della stessa Adelaide, anche la ricca vedova Flavia Brancia di Montalto. Ma il suo piano non ha gli effetti sperati, dal momento che Adelaide si fa sopraffare dalla gelosia e rivela la cosa a Flavia. Risanate le finanze della sua banca e riappacificatosi con Adelaide, l'uomo cerca un approccio col figliastro Federico, dopo che questi ha scoperto la verità, ma questi continuerà a considerare Luciano come suo vero padre, pur continuando a lavorarci insieme. Nel finale della sesta stagione lascia Adelaide e Villa Guarnieri, essendosi innamorato di Flora, con la quale inizia una relazione e va a convivere. Nella settima stagione, fa di tutto per ostacolare sia l’ingresso di Marcello nell’alta società (alleandosi con Ferdinando, geloso di Ludovica con cui si è nel frattempo fidanzato ufficialmente) sia il Paradiso e Vittorio (alleandosi con Tancredi, geloso della grande intesa creatasi tra il direttore del grande magazzino e Matilde), entrando in società con il fratello di Marco e divenendo co-proprietario di Palazzo Andrani, acquisito da Adelaide e Marcello, che in precedenza se l’erano aggiudicato all’asta, a un prezzo maggiorato e che diventerà un nuovo grande magazzino di moda, proprio di fronte al Paradiso.

- Adelaide di Sant'Erasmo (st. 3-in corso), interpretata da Vanessa Gravina.
Discendente di un nobile casato, cresce nella più tradizionale educazione delle ragazze del suo rango finalizzata alla prospettiva di un buon matrimonio e fin dall'epoca della sua giovinezza, verso la fine degli anni trenta, è al centro di un girotondo di corteggiatori. Affascinata da Umberto Guarnieri, non ha mai accettato che egli abbia sposato sua sorella Margherita e, quando la donna muore, entra in casa del cognato per crescere i suoi nipoti e covando la segreta speranza di diventare un giorno la seconda signora Guarnieri. All'inizio della 3ª stagione Adelaide intraprende una relazione con Luca Spinelli, un rapporto dapprima poco approfondito e soprattutto fisico, ma che col progredire della storia si trasforma in qualcosa di molto profondo. Verso il finire della 3ª stagione decide di privare il cognato Umberto del suo sostegno economico e di andarsene di casa, segnando la fine della loro alleanza. Alla fine della 3ª stagione, nel momento in cui si viene a sapere che Luca è in realtà Daniele Fonseca, impedisce a Umberto di mandarlo in carcere. Con l'inizio della 4ª stagione, dopo l'improvvisa uscita di scena di Daniele, si riavvicina a Umberto e con lui intreccia una relazione segreta, poiché Umberto si trova molto in difficoltà a livello economico dopo l'abbandono di Adelaide e quest'ultima vorrebbe rimediare. I due ordiscono una trama per impossessarsi dei beni dei Brancia di Montalto. Fa inoltre separare temporaneamente il nipote da Nicoletta Cattaneo, dopo aver fatto parlare Cosimo, lasciando Riccardo nella più profonda disperazione, credendo che i due, nonostante la figlia Margherita, non fossero adatti a stare insieme, e che avevano in progetto di fuggire in Stati Uniticol benestare di Umberto. L'entrata in scena di Flavia Brancia di Montalto e di Achille Ravasi, tuttavia, mette in crisi la relazione tra la contessa e il cognato, non così solida come sembra. Adelaide rivela a Flavia che Umberto aveva una relazione con entrambe: la Brancia lascia Milano, mentre Adelaide lo lascia definitivamente. La donna in seguito decide di sposare Achille per ripicca. Durante il viaggio di nozze negli USA, qualcosa di particolare accadde, e Umberto capisce che la donna è in pericolo e parte per salvarla. Tornata a casa, sembra che lei e Umberto nascondano qualcosa riguardo a cosa sia successo all'ormai ex-marito della donna. Al Circolo, successivamente, affronta la giovane Fiorenza Gramini che vuole il suo posto di presidentessa, ma alla fine rimane lei, tenendo la giovane donna come aiutante e asso nella manica per le situazioni più particolari. Con il ritorno di Ludovica, redenta, decide di provare la sua fedeltà affidandole l'organizzazione di vari eventi benefici del Circolo, rimanendo particolarmente soddisfatta, meditando l'idea di dare a lei il ruolo di vicepresidentessa, in quanto la Gramini è spesso assente e poco affidabile. Nel finale della sesta stagione, per vendicarsi di Umberto e Flora, acquisisce le quote del Paradiso precedentemente in possesso di Dante Romagnoli. Nella settima stagione è comproprietaria del Paradiso insieme a Vittorio, il che rende inizialmente il lavoro più difficile per i dipendenti. In seguito inizia una relazione con Marcello, con il quale si è creata una grande intesa, anche d'affari, e si schiera dalla parte di Vittorio nella contesa tra il Paradiso e il nuovo grande magazzino di cui Umberto e Tancredi sono proprietari. È costretta a lasciare Milano per Ginevra quando una sua amica molto malata le rivelerà una sconvolgente notizia. Nell'8ª stagione, di ritorno da Ginevra, rivelerà di aver scoperto che sua figlia, creduta morta alla nascita per via di un inganno del conte Gregorio di Sant'Erasmo, è in realtà viva. Durante quella stessa stagione, la sua relazione con Marcello andrà incontro a due rotture ma vedrà anche la loro riunione finale. Adelaide affiderà a Marcello le sue quote del Paradiso e gli darà mandato per gestire tutto il suo patrimonio. I due andranno incontro ad una truffa orchestrata da Umberto Guarnieri ma la colpevolezza del commendatore verrà scoperta proprio da Marcello.

- Riccardo Guarnieri (st. 3-4), interpretato da Enrico Oetiker.
Primogenito di Umberto, cresce iperprotetto dalla madre. Il suo migliore amico è Vittorio Conti. La sua passione per l'equitazione lo porta a essere in lizza per la squadra olimpica italiana, benché il padre non creda in lui, però a causa di una caduta da cavallo causata da Luca Spinelli non può partecipare alle olimpiadi. Quasi per noia accetta la sfida goliardica del suo amico Cosimo di conquistare la timida Nicoletta Cattaneo, pur non essendone innamorato, mettendola incinta. Tuttavia col tempo i suoi sentimenti cambieranno e Riccardo capirà di doversi mettere in discussione e di voler cambiare per amore della ragazza e del loro figlio in arrivo. Riccardo chiede perciò a Nicoletta di sposarlo e lei accetta, ma il dolore alla schiena causato dalla caduta da cavallo fa sì che il giovane diventi dipendente dagli antidolorifici oppiacei. In piena crisi d'astinenza, ubriaco, tradisce Nicoletta con Ludovica la sera prima delle nozze, le quali saltano proprio per questa ragione. Riccardo, quindi, intraprende un lungo percorso di crescita, si disintossica e prende in mano il patrimonio della zia, diventando un uomo d'affari rispettato, ma ciononostante Nicoletta sposa Cesare, che riconosce la piccola Margherita. Successivamente, nella quarta stagione, tra lui e Nicoletta si riaccende l'amore; i due amanti decidono di fuggire in Stati Uniticon la figlia, ma Cesare scopre tutto e costringe Nicoletta a seguirlo a Bari. Riccardo, a questo punto, si ritroverà lontano dalla donna che ama e dalla sua bambina, in mezzo a un triangolo tra Ludovica e l'umile cameriera Angela, verso cui incomincia a provare dell'interesse e con la quale alla fine decide di stare. Tuttavia, quando Ludovica partecipa al matrimonio di Adelaide, la donna rivela a Riccardo di essere incinta di lui e inizialmente decide di voler abortire. A questo punto Angela a malincuore tronca con lui, ritenendo che il posto di Riccardo sia accanto a Ludovica. Su consiglio della sorella, Riccardo accetta di sposare Ludovica, che nel frattempo stava per partire per Londra per dimenticarlo, pronto a diventare padre a tutti gli effetti. Prossimo alle nozze con Ludovica, ignorandone l'inganno, Riccardo rivede Nicoletta, tornata a Milano assieme alla figlia Margherita. Dopo un confronto in cui la giovane Cattaneo gli rivela di essere stata ricattata da Cesare, e di avergli fatto credere di essere incinta solo per tenerlo lontano da lei, non volendo rischiare di perdere sua figlia, Riccardo capisce immediatamente di non aver mai smesso di amarla, e i due si riavvicinano. Riccardo si rende conto di essersi solo illuso di poter sposare Ludovica, essendo sempre stato innamorato di Nicoletta, ma la ragazza lo incoraggia comunque ad andare fino in fondo con la sua decisione, essendo all'oscuro dell'inganno di Ludovica e pensando che la Brancia di Montalto aspetti davvero un figlio. Dopo essersi confessati un'ultima volta i reciproci sentimenti, Riccardo e Nicoletta si salutano. Ludovica si tradirà proprio il giorno delle nozze, dimenticando a Villa Guarnieri una pochette contenente barbiturici, farmaci proibiti in gravidanza, che le erano stati prescritti per dormire meglio. A poche ore dal matrimonio, temendo che qualcuno possa trovarli e rivelare così il suo inganno, chiederà a sua madre Flavia di recarsi a recuperare la borsetta, cosa che insospettirà Italo, il quale reggerà il gioco a Riccardo. Il giovane Guarnieri troverà i farmaci e dopo essersi confrontato al telefono con il suo medico scoprirà che si tratta di barbiturici, costringerà quindi Flavia a raccontargli la verità e in seguito si confronterà con Ludovica, lasciandola e annullando le nozze, per poi tornare dalla donna che ama. Finalmente Riccardo e Nicoletta possono amarsi e crescere insieme la piccola Margherita come una vera famiglia, ma le lunghe procedure per l'annullamento del matrimonio di lei non permetteranno ai tre di vivere insieme. Determinato a non separarsi più da Nicoletta e Margherita, Riccardo propone alla madre di sua figlia di trasferirsi all'estero, così i tre partono per Parigi, dove potranno finalmente essere una famiglia.

- Marco di Sant'Erasmo (st. 6-7), interpretato da Moisé Curia.
Nipote di Adelaide, giornalista, vive a Torino; ha un fratello maggiore col quale non va d’accordo e che lo esilia per un periodo a Milano. Umberto Guarnieri lo fa entrare nella redazione della rivista “Paradiso Market”, dove Vittorio Conti gli affianca Stefania Colombo come assistente. Nonostante l’iniziale astio nei confronti della figlia di Ezio e Gloria, col tempo i suoi sentimenti per lei cambieranno, poiché lui si innamorerà di Stefania, ricambiato, capendo di non aver mai davvero amato Gemma.

- Matilde Frigerio in Sant’Erasmo (st. 7-8), interpretata da Chiara Baschetti.
Moglie di Tancredi di Sant’Erasmo e cognata di Marco, è una donna molto intraprendente e decisa. La contessa Adelaide le affida un ruolo importante al Paradiso lavorando al fianco di Vittorio. Ufficialmente ancora sposata con Tancredi, i due vivono separati per motivi di lavoro. Per buona parte della settima stagione, pare imminente l'inizio di una relazione tra lei e Vittorio ma tutto termina con l'arrivo di Tancredi. Lui ed Umberto si alleano per danneggiare il Paradiso trasformando il palazzo Andreani situato di fronte al Paradiso, in un nuovo grande negozio di abbigliamento, la Galleria Milano Moda, nel quale sia Matilde che Flora andranno a collaborare. Nell'ottava stagione, la relazione con Vittorio Conti prenderà il via e la porterà ad allontanarsi da Villa Guarnieri e da suo marito Tancredi fino al momento in cui deciderà di partire proprio con Vittorio Conti per coronare il loro amore lontani dall'ombra di Tancredi e della polizia che è sulle loro tracce (nel corso della stagione, infatti, Tancredi scoprirà la storia tra Matilde e Vittorio e, dopo vari ripensamenti, deciderà di denunciare la moglie per abbandono del tetto coniugale).
- Tancredi di Sant'Erasmo (st. 7-in corso), interpretato da Flavio Parenti.
E' il fratello maggiore di Marco, e marito di Matilde Frigerio,e cugino di Marta Guarnieri arriverà a Milano per fare affari con il Paradiso e per cercare di riconquistare Matilde. E' leggermente claudicante per via di un incidente mentre cercava di salvare Matilde nell'incendio del mobilificio di suo padre (che lui ha appiccato), è l'editore e proprietario de "L'Eco della sera". Nel 8° stagione gestirà la Galleria Milano Moda, con la moglie, Umberto e la sua fidanzata Flora, e in seguito anche con Marta quando quest'ultima ritorna a Milano. In seguito Matilde scopre che lui ha dato fuoco al mobilificio e lo lasciò, e più tardi si fidanza con Vittorio (seppure lei e Tancredi per la legge sono ancora sposati), quando poi scopre la loro relazione minaccia vendetta qualora la moglie non dovesse tornare al suo fianco, e al termine della stagione denuncia Matilde per abbandono del tetto coniugale (e denuncia anche Vittorio), portandoli a scappare da Milano per non essere arrestati. Questo suo atto lo porta a perdere il rispetto da parte di Adelaide e Marta (che ha aiutato Vittorio e Matilde a scappare).
- Odile di Sant'Erasmo (st. 9-in corso), interpretata da Arianna Amadei.
Figlia di Adelaide di Sant'Erasmo e Umberto Guarnieri. Creduta morta alla nascita a causa di un inganno e affidata ad una coppia di amici ginevrini dal nonno materno. Sarebbe dovuta arrivare a Milano nel corso dell'ottava stagione ma, ancora scossa per la scoperta della verità sulla madre biologica, resta a Ginevra e viene quindi raggiunta da Adelaide, che a gennaio del 1965 la riconosce come sua figlia anche legalmente. Arriva a Milano per conoscere la famiglia della madre biologica dopo la morte di entrambi i genitori adottivi. La madre adottiva era una violoncellista che ha deciso di dedicarsi totalmente alla famiglia, mettendo da parte la sua carriera musicale. Il padre adottivo era il proprietario di una concessionaria di auto.

## La famiglia Brancia di Montalto
- Ludovica Brancia di Montalto (st. 3-7), interpretata da Giulia Arena.
Ludovica è una ragazza snob e viziata, ricca e annoiata, amica fin dall'infanzia di Riccardo Guarnieri e Cosimo Bergamini e da sempre segretamente innamorata del primo, insieme con i due ama godere dei privilegi che la sua posizione sociale le garantisce. Quando Riccardo incomincia a fare la corte a Nicoletta s'ingelosisce e fa di tutto per ostacolare la storia tra i due, non potendo accettare che Riccardo preferisca una semplice commessa a lei. Successivamente Ludovica ha una breve relazione con Antonio Amato. Nella quarta stagione la ragazza torna a Milano con la madre dopo aver trascorso alcuni mesi in Svizzera per riprendersi dalla morte del padre e torna nuovamente alla carica con Riccardo. Tuttavia questa volta si trova a dividersi il ragazzo con un'altra ragazza di basso ceto: Angela Barbieri, una semplice cameriera del circolo di cui Riccardo s'innamora. Alla fine il ragazzo sceglie quest'ultima e Ludovica parte per Parigi tornando dalla madre. Si ripresenta a Milano per qualche giorno per aiutare Umberto a incastrare Ravasi e viene invitata al matrimonio di Adelaide dove rivelerà una sconcertante notizia che colpisce il suo ex-fidanzato, ossia che aspetta un bambino da lui. La scelta lascia il ragazzo davanti a un bivio se rimanere con Angela e rinunciare al bambino, o sposare Ludovica e rinunciare alla Barbieri. Il ragazzo alla fine sceglie lei e i due decidono di sposarsi. In realtà Ludovica con l'aiuto del suo dottore ha falsificato le sue analisi, per tenere Riccardo con sé attuando il suo piano. Riccardo scopre che Ludovica non è incinta alla viglia delle nozze ma decide di graziarla e non rivelare il suo inganno pubblicamente. Ludovica dunque raggiunge la madre a Parigi, ma dopo qualche mese torna a Milano per rimettere insieme i cocci della sua vita. Inoltre ha subito una grossa perdita finanziaria per cui affida gli ultimi soldi che ha a Marcello Barbieri, che costretto dal Mantovano li porta in Svizzera. Così facendo però Ludovica si consegna nelle mani dell'uomo che da quel momento la tormenta, mentre Adelaide e Umberto Guarnieri la tengono lontana dalle loro vite, in conseguenza degli inganni passati. Ludovica però non molla e alla fine la Contessa, che non ha mai smesso di volerle bene, le dà un'altra possibilità e le affida importanti incarichi di organizzazione per gli eventi del Circolo, riservandole sempre elogi, e meditando di fare di lei la nuova vice al posto di Fiorenza Gramini. Intanto Marcello Barbieri ha dovuto lasciare Roberta, per salvarla dalle minacce del Mantovano che era pronto a colpire lei per ricattare Marcello: alla vigilia della partenza per Bologna si fa sorprendere a baciare Ludovica, in modo che Roberta parta senza mai sapere che ciò è stata una sua idea per salvarla dal criminale. Il Mantovano allora inizia a minacciare direttamente Ludovica, che non può chiedere aiuto alla Contessa senza rivelare di essere ormai sul lastrico, e questo avvicina lei e Marcello sempre di più, finché non si innamorano profondamente. Ludovica arriva al punto di mentire davanti al magistrato dandogli un alibi per salvarlo dal carcere dove è stato rinchiuso con l'accusa di aver collaborato col Mantovano nei suoi affari sporchi. Nonostante le loro estrazioni sociali molto diverse la giovane contessa e il barista si legano di un amore profondo, al punto da sfidare l'opposizione prima di Adelaide e poi di Flavia, madre di Ludovica. Nella sesta stagione vivranno insieme a Villa Bergamini, benché non si facciano ancora vedere insieme in pubblico. La relazione non continua per l'intervento di Flavia che con l'inganno, riesce a far entrare nella vita della figlia, l'armatore Ferdinando di Torrebruna. Per tutta la settima stagione Ludovica è ufficialmente fidanzata con Ferdinando, ma lei non sembra felice, anche se alla fine accetta la sua proposta di matrimonio.

- Flavia Brancia di Montalto (st. 4, 6), interpretata da Magdalena Grochowska.
È la madre di Ludovica e vedova di Tancredi Brancia di Montalto. Ha sposato quest'ultimo quand'era una semplice cameriera, ma da quel momento si è rapidamente trasformata in una gran signora dell'alta società, dedita al marito e alla famiglia. Quando Tancredi muore, Flavia si ritrova a dover prendere in mano gli affari di famiglia e a riappropriarsi del palcoscenico, libera di decidere finalmente della sua vita come meglio crede. In nome di un antico debole per Umberto Guarnieri, che ora si trova in grave difficoltà economica, la donna intreccia una relazione con lui e gli promette la gestione del patrimonio dei Brancia in cambio del matrimonio tra i loro figli, Riccardo e Ludovica. Grazie ad Adelaide, scopre che Umberto stava facendo il doppio gioco e in realtà aveva una relazione con entrambe, l'una alle spalle dell'altra: Flavia lascia così Umberto e se ne va per un po' da Milano per cambiare aria, non prima di aver tolto il suo patrimonio a Umberto e averlo affidato all'avvocato Ravasi. Trasferitasi a Parigi, invia una lettera alla figlia annunciandole che metterà in vendita la loro villa per far fronte ai debiti contratti. Nella sesta stagione ha sposato un francese molto ricco ma più anziano di lei; quando torna per far visita alla figlia si rende conto che questa ha una relazione con il loro ex-chauffeur e le chiede di troncare. Per avvicinare la figlia al ricco Torrebruna, finge una grave malattia ottenendo dal benefattore la somma per l'ipotetica cifra necessaria all'intervento e parte per gli Stati Uniti.

## La famiglia Bergamini
- Cosimo Bergamini (st. 3-5, guest 6), interpretato da Alessandro Cosentini.
Amico d'infanzia di Riccardo Guarnieri e di Ludovica Brancia di Montalto; ricco, arrogante e presuntuoso classico sciupa femmine, è la principale causa della scommessa su Nicoletta Cattaneo. Nella 4ª stagione capisce che deve mettersi in regola e diventa il proprietario della azienda di tessuti Palmieri, nel terzo episodio della quarta stagione rischia di investire la stilista Gabriella Rossi di cui ben presto si innamorerà, infatti, nell'episodio 140 della quarta stagione le chiederà di sposarla (pur non ottenendo subito una risposta), grazie a lei Cosimo riuscirà a migliorare come persona. Con il suo insistente corteggiamento verso la bella stilista del Paradiso delle Signore, Gabriella capirà poi di amare Cosimo e si fidanzeranno ufficialmente nella quinta stagione. Non ha buoni rapporti con il padre, mentre adora la madre che si ammalerà di Alzheimer. Dopo aver sposato Gabriella e perso la fabbrica che gestiva per debiti paterni, si accanisce contro Umberto Guarnieri ritenendolo coinvolto nell'omicidio di Ravasi ma non riesce a trovare le prove. Alla fine della quinta stagione si trasferisce a Parigi con la madre. Si rivede in alcuni episodi della sesta stagione quando ritorna a Milano per incontrare Flora, la figlia di Ravasi, rivelandole i suoi sospetti sulla fine del padre di lei.

- Delfina Bergamini (st. 4-5), interpretata da Susanna Marcomeni.
Madre di Cosimo Bergamini, a cui vuole molto bene. Nonostante sia affetta da Alzheimer, alterna momenti di lucidità ad altri in cui la patologia prende il sopravvento. Ha un rapporto speciale con Gabriella Rossi, credendo che tra lei e il figlio ci sia una relazione di fidanzamento. Durante la 4ª stagione, darà al figlio il suo anello di fidanzamento, esortandolo a utilizzarlo per fare una proposta di matrimonio a Gabriella. Alla fine della quinta stagione si trasferisce stabilmente a Parigi con il figlio per andare in una clinica specializzata per la sua malattia.

- Arturo Bergamini (st. 4-5), interpretato da Riccardo Diana.
Padre di Cosimo, figlio di un umile artigiano, e imprenditore. Con il figlio ha un rapporto spesso conflittuale, che si appianerà solo nei suoi ultimi giorni. Ha un alterco col padre della fidanzata del figlio per le sue origini campagnole. È molto amico del commendator Guarnieri, ma poi inizia ad avere forti sospetti sul fatto che c'entri qualcosa con la misteriosa scomparsa dell'avvocato Achille Ravasi, iniziando a indagare sul fatto. Muore la sera del 22 gennaio 1962, durante una cena a Villa Guarnieri tra le braccia della moglie e del figlio. Il giorno stesso aveva scritto un messaggio che nel caso di una sua prematura morte, invitava le autorità a indagare sul recente passato di Umberto Guarnieri riguardo alla scomparsa di Ravasi.

## La famiglia Cattaneo
- Luciano Cattaneo (st. 3-5), interpretato da Giorgio Lupano.
Ragioniere del Paradiso. Viene assunto per conto di Umberto Guarnieri, la cui banca voleva il fallimento del grande magazzino, con il compito di tenere sotto controllo Vittorio Conti. Successivamente però volta le spalle a Guarnieri, diventando una preziosa risorsa e un grande amico di Vittorio Conti. È un ottimo impiegato, un gran lavoratore e un uomo gentile e leale. Da tempo in crisi con la moglie Silvia, riscopre l'amore grazie alla capocommessa del Paradiso Clelia Calligaris, aiutando anche a far arrestare il violento marito di lei. Tuttavia, dopo essere diventato nonno della piccola Margherita (figlia di Nicoletta e di Riccardo), alla fine decide di rimanere con la moglie per il bene della famiglia. Un giorno, però, l'apparente serenità tra i coniugi si rompe quando Luciano scopre che Federico, che aveva sempre creduto figlio suo, è in realtà frutto di un tradimento della moglie Silvia con il commendatore Umberto Guarnieri. Da quel momento Luciano si riavvicinerà a Clelia, riscoprendo il forte sentimento che lo lega a lei. Con l'arrivo della Zia Ernesta a casa Cattaneo, si trasferisce nel nuovo appartamento acquistato per lui e Clelia, e successivamente ricuce i rapporti col figlio dopo aver scoperto le sue origini. Nonostante le malelingue delle casalinghe bigotte e malgrado i tentativi della moglie di farlo tornare da lei, Luciano e Clelia riusciranno infine a coronare il loro sogno d'amore trasferendosi lontano da Milano.

- Silvia Bertole in Cattaneo (st. 3-5), interpretata da Marta Richeldi.
Moglie di Luciano e madre di Federico e Nicoletta. È una donna ambiziosa e scaltra, esigente con il marito e i figli, insoddisfatta della sua vita: ex segretaria del commendatore Umberto Guarnieri, con il quale ebbe anche una relazione, ora proietta i suoi desideri irrealizzati di gioventù sulla figlia Nicoletta, che spera sposi il facoltoso rampollo Riccardo Guarnieri. Quando Nicoletta rimane incinta Silvia arriva addirittura a ricattare Umberto, contrario al matrimonio tra i due giovani, per costringere Riccardo a riconoscere la figlia. Tuttavia, dopo che il matrimonio tra i due salta, Silvia spinge la figlia a sposare Cesare, pur sapendo che Nicoletta in fondo non lo ama, per evitarle lo scandalo di essere una ragazza madre. Pur amandolo sinceramente, ha più volte disprezzato il marito per la sua onestà e per il fatto che non ha desideri di ascesa sociale, salvo poi scoprire che lui, esasperato dal loro matrimonio, si era innamorato della capocommessa Clelia. Ferita nell'orgoglio, Silvia cerca di opporsi in tutti i modi al loro amore, arrivando ad allearsi con Oscar Bacchini, violento marito della signorina Calligaris. Nella quarta stagione si scopre che in realtà il vero padre di Federico è Umberto Guarnieri e ciò mette nuovamente in crisi il rapporto tra marito e moglie. Con l'aiuto della famiglia, dovrà in seguito affrontare l'abbandono definitivo di Luciano, andato a vivere con la sua nuova compagna, da cui aspetta un figlio. Alla fine tuttavia sarà proprio Silvia a lasciare andare Luciano, pur potendolo denunciare per abbandono del tetto coniugale: il suo amore per lui è tale da spingerla a farsi da parte per permettergli di essere felice accanto a Clelia. Dopo aver organizzato lo spettacolo di Carnevale per la parrocchia in occasione di una raccolta fondi organizzata dal Paradiso, parte per Parigi per andare a vivere con Nicoletta e con la nipotina. Nipote preferita della zia Ernesta, per un periodo la ospita a casa Cattaneo insieme con la giovane Stefania. Successivamente, dopo aver lasciato Milano, affitta la sua casa al cugino Teresio detto Ezio.

- Federico Cattaneo (st. 3-5), interpretato da Alessandro Fella.
Figlio di Silvia e di Umberto Guarnieri. Luciano lo ha cresciuto come figlio suo insieme con Nicoletta, inconsapevole della verità. Amante dei libri, vorrebbe diventare scrittore di romanzi, ma sulle prime non ha il coraggio di confessare il suo desiderio ai genitori e per timore di deluderli e s'iscrive alla facoltà di ingegneria, riuscendo però a dare solo pochi esami. Grazie a Roberta, di cui s'innamora, trova la forza di seguire davvero i suoi sogni. Durante il servizio di leva subisce un incidente, rimane ferito alla schiena e costretto su una sedia a rotelle. Viene operato, ma l'operazione non dà i risultati sperati: il ragazzo teme che non potrà mai più camminare. È in questo periodo che l'amore di Roberta per lui vacilla in seguito a un bacio segreto tra quest'ultima e Marcello, anche se la giovane sceglie di restare con Federico. Successivamente torna a lavorare al Paradiso come pubblicitario. Realizza un'intervista doppia tra Vittorio e un suo amico del liceo, che viene pubblicato su un noto giornale, riscuotendo un buon successo. I genitori, attraverso il professor Faraone, scoprono dell'esistenza di un metodo di intervento rivoluzionario e molto costoso realizzato in Svizzera che potrebbe consentirgli di camminare di nuovo, ma il ragazzo rifiuta per non incappare in danni peggiori. Tuttavia, dopo aver assistito alla cattura di un ladro da parte di Marcello, accetta di sottoporsi a questo secondo intervento. L'operazione ha successo e il ragazzo tornerà a camminare. Subito dopo l'intervento si scopre che in realtà Federico è figlio biologico del commendatore Umberto Guarnieri con cui inizierà una proficua collaborazione lavorativa. Umberto, informato della reale paternità di Federico, cercherà di porsi nei confronti del ragazzo come una sorta di mentore, suscitando però la gelosia di Luciano. Dopo essersi riconciliato con la propria famiglia in seguito a questa scoperta, si trasferisce negli Stati Uniti insieme alla sorella Marta Guarnieri per proseguire la sua carriera di pubblicitario. Si fidanzerà con Stefania Colombo dopo che quest'ultima avrà lasciato Marco di Sant'Erasmo.

- Ernesta (st. 4-6), interpretata da Pia Engleberth.
Zia di Silvia (sorella di sua madre), è una zitella tipicamente lombarda: vive nel lusso, ha grande libertà di pensiero e si considera sempre un gradino superiore rispetto agli altri. Ha un rapporto bellissimo con Federico, il figlio di Silvia, costretto su una sedia a rotelle a causa di un incidente, tanto da considerarlo come il figlio che non ha mai avuto, e che vorrebbe aiutare finanziariamente per il suo intervento. Purtroppo, però, la donna si ritrova senza denaro a causa di una serie di investimenti errati causati dalla persona al quale aveva affidato ai suoi risparmi. Per questo motivo, dopo essere rimasta senza casa, va a vivere presso la famiglia Cattaneo insieme alla giovane Stefania, figlia del suo secondo nipote Teresio, detto Ezio, che gliel'aveva affidata dopo la misteriosa scomparsa della moglie. Durante la sua permanenza a Milano aiuta Silvia a far fronte alla fine del suo matrimonio con Luciano. Successivamente incontra la nuova capocommessa Gloria Moreau e scopre che quest'ultima è la madre di Stefania e moglie di Ezio, tornata a Milano sotto mentite spoglie. Inizialmente vorrebbe che la giovane nipote tornasse con lei a Lecco, ma alla fine, spronata dalla stessa Gloria e delle altre Veneri, decide di far rimanere la ragazza a Milano. Successivamente aiuta Gloria a restare accanto a Stefania senza svelarle la propria identità ed acconsente, seppur a malincuore, di testimoniare che Gloria è deceduta in modo tale da far ottenere ad Ezio i permessi necessari a sposare la sua nuova compagna Veronica.

## La famiglia Conti
- Edoardo Conti (ricorrente st. 1, guest 3), interpretato da Mauro Conte.
Fratello maggiore di Vittorio e marito di Beatrice, faceva il maestro elementare. I due fratelli non si parlano da anni, a causa della storia clandestina che il fratello ha avuto con Beatrice. Compare in due episodi della prima stagione, dopo la morte del padre quando Vittorio lo invita al funerale, e in occasione della festa della mamma perché Vittorio e Teresa hanno l'idea di coinvolgere i bambini nell'organizzazione della festa e chiedono a Edoardo di venire con la sua classe. Dopo questo avvenimento, i due si riappacificano. Apparirà anche quando Vittorio gli racconterà della presunta sorella Lisa. Muore nella quinta stagione per un incidente d'auto. Nel testamento alla sua morte, Edoardo chiede al fratello di occuparsi della sua famiglia.

- Beatrice Conti (st. 5-6, guest 1), interpretata da Caterina Bertone.
Vedova di Edoardo, fratello di Vittorio. Sfrattata di casa, rifiuta l'aiuto del cognato, e si fa assumere al Circolo. La Contessa cerca di pagarle una vacanza natalizia in un ridente paesino di montagna, ma lei lo rifiuta per stare con la sua famiglia e con Vittorio, e per ripicca, la stessa la fa lavorare alla Vigilia, ma Beatrice si licenzia non tollerando il suo comportamento. Il cognato la farà in seguito assumere come segretaria di Luciano, e comincia a frequentare la scuola serale per conseguire il diploma. Diventa la nuova ragioniera dopo la partenza di Luciano.

- Pietro Conti (st. 5), interpretato da Andrea Savorelli.
Figlio di Edoardo e Beatrice. Ha 18 anni. Ex studente dell'accademia militare, la lascia non riuscendo a stare al passo con la rigidità del collegio, tentando di fuggire in Stati Unitidal porto di Genova. Lo zio lo iscrive al liceo e lo fa assumere come magazziniere al Paradiso sotto la guida di Armando. Dopo i primi giorni, instaura un buon rapporto con lui e con Rocco. Ha una cotta per Stefania.

- Serena Conti (st. 5-6), interpretata da Giulia Patrignani.
Figlia di Edoardo e Beatrice. Ha 9 anni. Studentessa di un collegio privato, vuole molto bene alla madre e allo zio. Diventa amica di Carlo, il figlio della signora Calligaris, e i due si divertono a fare gli elfi di Babbo Natale.

## La famiglia Colombo - Zanatta
- Teresio "Ezio" Colombo (st. 6-7, guest 8), interpretato da Massimo Poggio.
Nipote della Zia Ernesta e cugino di Silvia Cattaneo, è il marito di Gloria Morelli, alias Gloria Moreau, e padre di Stefania. Si trasferisce a Milano con la nuova compagna Veronica e la di lei figlia Gemma e diventa direttore della ditta Palmieri, principale fornitore del Paradiso.

- Veronica Zanatta (st. 6-7), interpretata da Valentina Bartolo.
Nuova compagna del padre di Stefania si trasferisce a Milano con la figlia Gemma. Dopo aver origliato una conversazione tra Ezio ed Ernesta farà di tutto per cercare di scoprire il segreto che lega il futuro marito a Gloria, capendo che Stefania potrebbe essere il segreto che lega entrambi. Trovata una vecchia foto e avuta la certezza che Gloria è la moglie di Ezio fuggita quindici anni prima, la affronta chiedendole quali sentimenti provi ora per Ezio.

## La famiglia Rizzo
- Palma Rizzo (st. 7), interpretata da Valentina Tomada.
Torna col figlio a Milano dopo la tragedia del Vajont e si riappropria dell'alloggio prestato al tempo ai fratelli Amato. Diventa consulente del Paradiso Market, la rivista mensile, nella sezione dei cuori solitari.

- Francesco Rizzo (st. 7), interpretato da Christian Roberto.
Figlio di Palma, inizia subito a lavorare come cameriere nella caffetteria di Salvatore e Marcello ma ha un sogno artistico che si vergogna a mostrare. In seguito, dopo il licenziamento di Flora dal Paradiso, affianca Maria come aiuto-stilista in Atelier, incoraggiandola sempre e contribuendo al successo delle sue collezioni di abiti.